# 十三駅

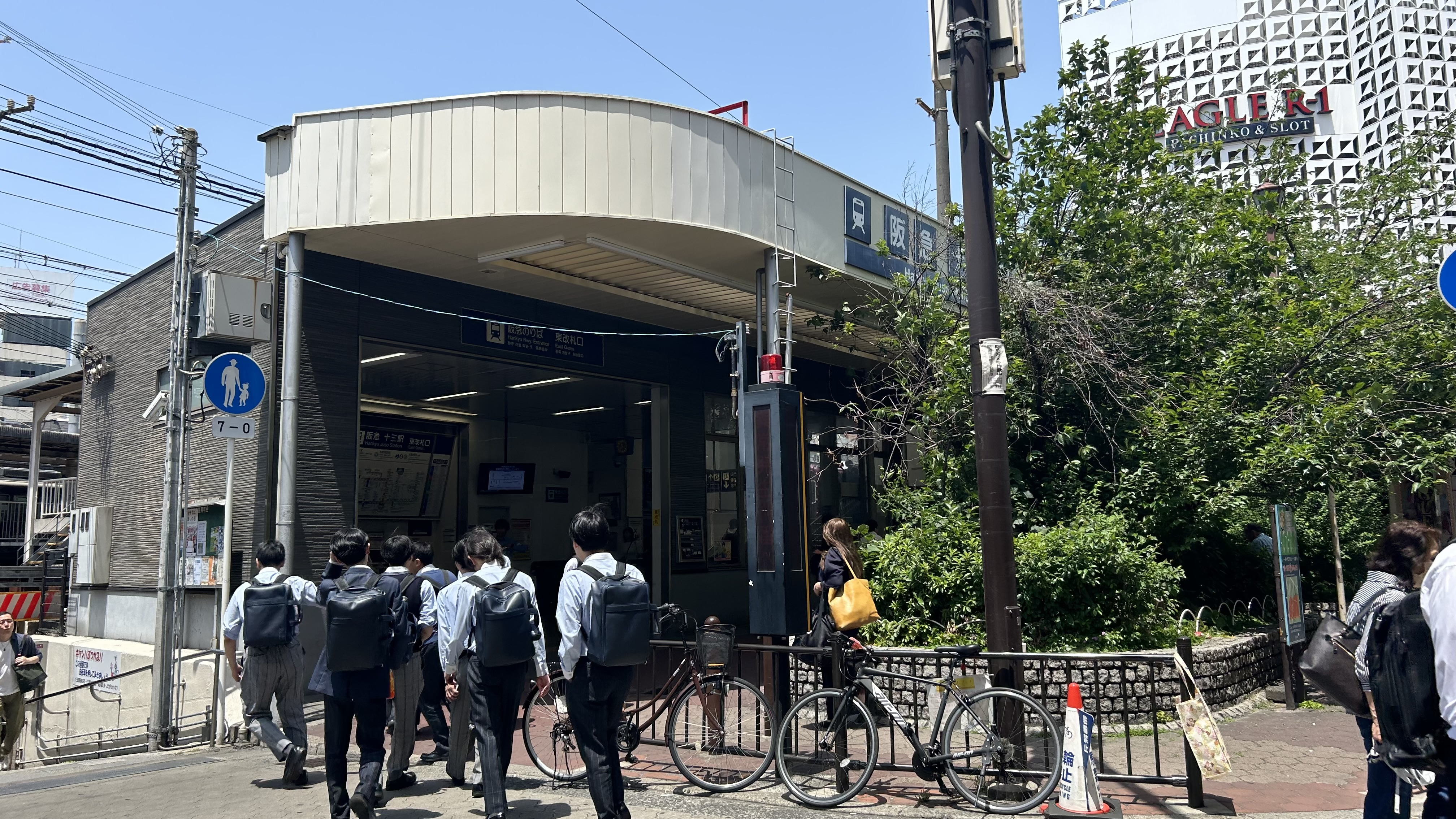
東口

十三駅（じゅうそうえき）は、大阪府大阪市淀川区十三東二丁目にある、阪急電鉄の駅。駅番号はHK-03。

## 概要
神戸本線、宝塚本線、京都本線の3本線が集結し、このうち京都本線は当駅を起点とする。全営業列車が停車し、大阪梅田駅と並んで阪急電鉄の主要な3つの路線が集う結節点となっている。大阪梅田駅 - 十三駅間は私鉄唯一の三複線（複々々線）を形成している。
駅周辺は飲食店が多く、阪急路線有数の繁華街、歓楽街となっている。
第3回近畿の駅百選に選定されている。

## 歴史

### 年表
- 1910年（明治43年）3月10日：箕面有馬電気軌道の宝塚線開通と同時に開業[2]。
- 1920年（大正9年）7月16日：箕面有馬電気軌道改め阪神急行電鉄により神戸本線開業[2]。
- 1921年（大正10年）4月1日：北大阪電気鉄道（現在の京都本線）十三駅開業[3]。
- 1923年（大正12年）4月1日：路線譲渡により北大阪電気鉄道十三駅が新京阪鉄道の駅となる[3]。
- 1926年（大正15年）7月5日：梅田駅 - 十三駅間高架化により、同区間が神戸本線と宝塚本線との共用区間となる[2]。
- 1930年（昭和5年）9月15日：会社合併により新京阪鉄道十三駅が京阪電気鉄道十三線の駅となる[3]。
- 1943年（昭和18年）10月1日：阪神急行電鉄と京阪電気鉄道が合併し、京阪神急行電鉄（1973年に阪急電鉄に改称）の駅となる[2][3]。
- 1944年（昭和19年）：太平洋戦争の戦局悪化で優等列車の運転がほぼ消滅。神戸本線の特急列車が廃止され、当駅を通過する列車がなくなる。
- 1949年（昭和24年）：神戸本線の特急列車が復活するが、西宮北口駅に加えて当駅に停車するようになる。
- 1956年（昭和31年）4月16日：天神橋駅（現在の天神橋筋六丁目駅） - 京阪神京都駅（現在の大宮駅）を結ぶ特急列車が大阪側のターミナルを梅田駅に変更するが、神戸本線の特急列車と異なり当駅は通過。12年ぶりに当駅通過列車が復活する。このダイヤ改正に先立って十三線プラットホーム増設工事が完成。淡路・京都方面の梅田駅始発列車は3号線から5号線に、当駅始発列車は7号線に変更される[4][5]。
- 1959年（昭和34年）2月18日：十三線が京都本線に編入され、当駅が京都本線の起点となる[3]。宝塚本線梅田駅 - 十三駅間が複々線化（京都本線用の線増）[2]。
- 1961年（昭和36年）1月16日：京都本線の特急と通勤特急（この日に新設し、高槻市駅にも停車）の停車駅に加えられ、全列車停車駅になる。
- 1967年（昭和42年）：「阪急そば」1号店が2・3号線ホーム上にオープン。関西私鉄で初の立ち食いそば・うどん店だった。
- 1972年（昭和47年）8月：京都本線のホーム有効長を160mに延伸[6]。
- 1973年（昭和48年）11月23日：梅田駅1号線が完成し、前日までほとんどが当駅始終着だった京都本線の普通列車が延長運転されるようになった。パターンダイヤから当駅折り返しの列車がなくなる。
- 1976年（昭和51年）9月23日：十三駅折り返しの京都本線の普通列車が全廃され、7号線を発着する列車の設定がなくなる。直後に7号線が撤去され、跡地に6号線ホームの拡幅・延伸工事が行われる。
  - 平日午後や土曜正午ごろなど学生の通学時間帯に運行されていた淡路駅・茨木市駅発着の不定期普通列車や一部の定期普通列車が当駅7号線で折り返していた。
- 1995年（平成7年）4月20日：日本初の駅ホーム上にあるコンビニとして「アズナス」1号店がオープンする[7]。
- 2013年（平成25年）12月21日：駅番号が導入される[3]。
- 2014年（平成26年）3月7日：早朝、駅西側の飲食店街で火災発生。飲食店36店が焼け、神戸本線の一部列車が当駅の乗降扱いを取り止める処置をとった。この影響で西改札口が閉鎖されたが、同年6月1日より西改札口が86日ぶりに利用可能となった[8][9][10]。
- 2018年（平成30年）9月8日：3号線で、阪急電鉄では初めてとなる可動式ホーム柵の使用を開始[11][12]。
- 2019年（平成31年）
  - 2月2日：4号線で可動式ホーム柵の使用を開始[13]。同時に3・4号線において、くるりの岸田繁作曲による発車メロディが導入された。発車メロディの導入は、大阪梅田駅・宝塚駅に次いで3例目、阪急電鉄の中間駅では初となった。
  - 3月9日：5号線ホームの可動式ホーム柵の使用開始[14]。発車メロディ導入。ホームドア規格に合わない『京とれいん』用6300系電車が運用に入る『快速特急A』は、同年1月19日ダイヤ改正にて十三駅を通過（実際は旅客の乗降を取り扱わない運転停車の扱い）。
- 2021年（令和3年）11月30日：定期券売り場が営業を終了[15]。
- 2022年（令和4年）12月17日：快速特急Aが廃止、再び全列車停車駅となる。
- 2024年（令和6年）3月29日：この日をもって3・4・5号線の発車メロディが廃止。

### 駅名の由来
「十三」という地名の由来は諸説あり、主に以下のようなものがある。
- 京から数えて13番目の渡しがあったため。
- 条里制によるもの（西成郡の飛田を1条とする）。

## 駅構造
4面6線のホームを有する地上駅。各ホームは南寄りの地下通路と、北寄りの跨線橋により連絡しているが、うち2面（2・3号線、4・5号線）は島式ホームとなっており、神戸本線大阪梅田行き（2号線）から宝塚本線宝塚・箕面方面（3号線）へ、宝塚本線大阪梅田行き（4号線）から京都本線京都河原町・嵐山・北千里方面（5号線）へはそれぞれ対面乗り換えが可能である。
路線網のイメージから、宝塚本線がまっすぐで神戸本線と京都本線がカーブしている先入観を受けるが、実際は二番目に開通した神戸本線のホームのみ直線で、宝塚本線と京都本線のホームは曲線である。大阪梅田寄りに当駅で接続する各線の渡り線があるため、停留所ではない。
改札口は東西双方に設けられており、通常時は1号線ホーム中央部の西改札口と、6号線ホーム南側の東改札口が営業している。
1976年までは、6号線の対面に切欠き式の7号線が存在し、基本的に京都発着の普通列車が当駅で折り返していた。これは、1973年11月22日まで梅田駅の京都本線用のホームが2線しかなく（ただし1969年12月6日より1970年の万国博終了直後までは臨時に3線設けていた）、その上梅田駅発着の普通列車の大部分は千里線北千里駅始発・終着であったためである（梅田駅発着の京都本線の普通列車は車庫への入出庫の目的で早朝・深夜のみごく少数設定されていた。逆に千里線直通普通列車の一部も十三駅発着となっていたものもあった）。同年11月23日のダイヤ改正で梅田駅1号線が完成し、京都発着の普通列車も基本的に梅田駅発着に延長されてからは、7号線発着列車は学生帰宅向けに土曜の昼間時や平日夕方前に運転されていた不定期の普通列車や、ごく少数設定されていた同駅発着の定期普通列車程度となり、使用頻度が激減した。その後1976年9月23日のダイヤ改正で、わずかに残存していた当駅始発・終着の普通列車は廃止され、施設は撤去された。後にそのスペースを利用して、4・5号線ホームと6号線ホームの拡張が行われた。6号線ホームの中央付近には使用されなくなった自動券売機用のブースが残されており、なにわ淀川花火大会当日夕方以降のみ営業する臨時改札口として使用される。さらに、かつては神戸本線・宝塚本線（両線を「神宝線」と総称することがある）の架線電圧が直流600V、京都本線の架線電圧が直流1,500Vと異なることからデッドセクションが設けてあったが、1969年（昭和44年）の架線電圧の直流1,500Vへの統一に伴い撤去されている。
1959年の梅田駅 - 十三駅間三複線化当初は、宝塚本線の一部列車が京都本線の線路を使用して梅田駅まで運行されていた。そのため、当駅の宝塚・京都側および梅田側の両方に、宝塚本線から京都本線の線路に入線することが可能な渡り線が存在した。宝塚・京都側の渡り線は早期に撤去されたが、梅田側の渡り線は1970年代初めまで残っていた。
1967年には、初の構内営業の飲食店として「阪急そば」が2号線・3号線ホームに出店した。また、同じく2号線・3号線ホームにあった「アズナス」は1995年に日本で初めて駅改札内に設置されたコンビニエンスストアである（駅ナカも参照のこと）。かつてはマクドナルドも構内に出店していた時期があるが、のちに駅前に移転しており、代わりにフレッズカフェが入居している。
通勤時間帯は乗り換え客で混雑することから、阪急電鉄初となるホームドアの設置が検討され、2018年9月に宝塚本線の3号線で使用を開始した。ホームドアは2019年2月に4号線、2019年3月には5号線でも使用を開始している。
ホームドア使用開始に伴い平日ラッシュ時には1号線と6号線を除き駅係員による立ち番が常駐している。
ごあんないカウンターは1号線のホーム上にある。通常、改札内と改札外を跨ぐ形で設置される中、唯一の例である。

### なにわ淀川花火大会当日について
基本的に毎年8月第2土曜日に行われるなにわ淀川花火大会では、当駅が会場の最寄り駅となることから、花火大会当日は午後以降多くの乗降客で混雑する。そのため、当日15時以降、東改札口、6号線ホーム中央部、2・3号線ホーム北端にそれぞれ臨時改札口が設けられる。
さらに、各線とも花火大会当日の夕方以降は臨時列車を増発するが、宝塚本線では当駅始発の普通列車大阪梅田行きが運転される。
阪急電鉄には分岐駅通過の特例は存在しないため（十三駅が全列車停車駅のため）、花火大会当日であっても混雑を避けるために大阪梅田駅で各線相互間を乗り換える場合、十三 - 大阪梅田の往復運賃を別途支払う必要がある。

### 引き込み線について

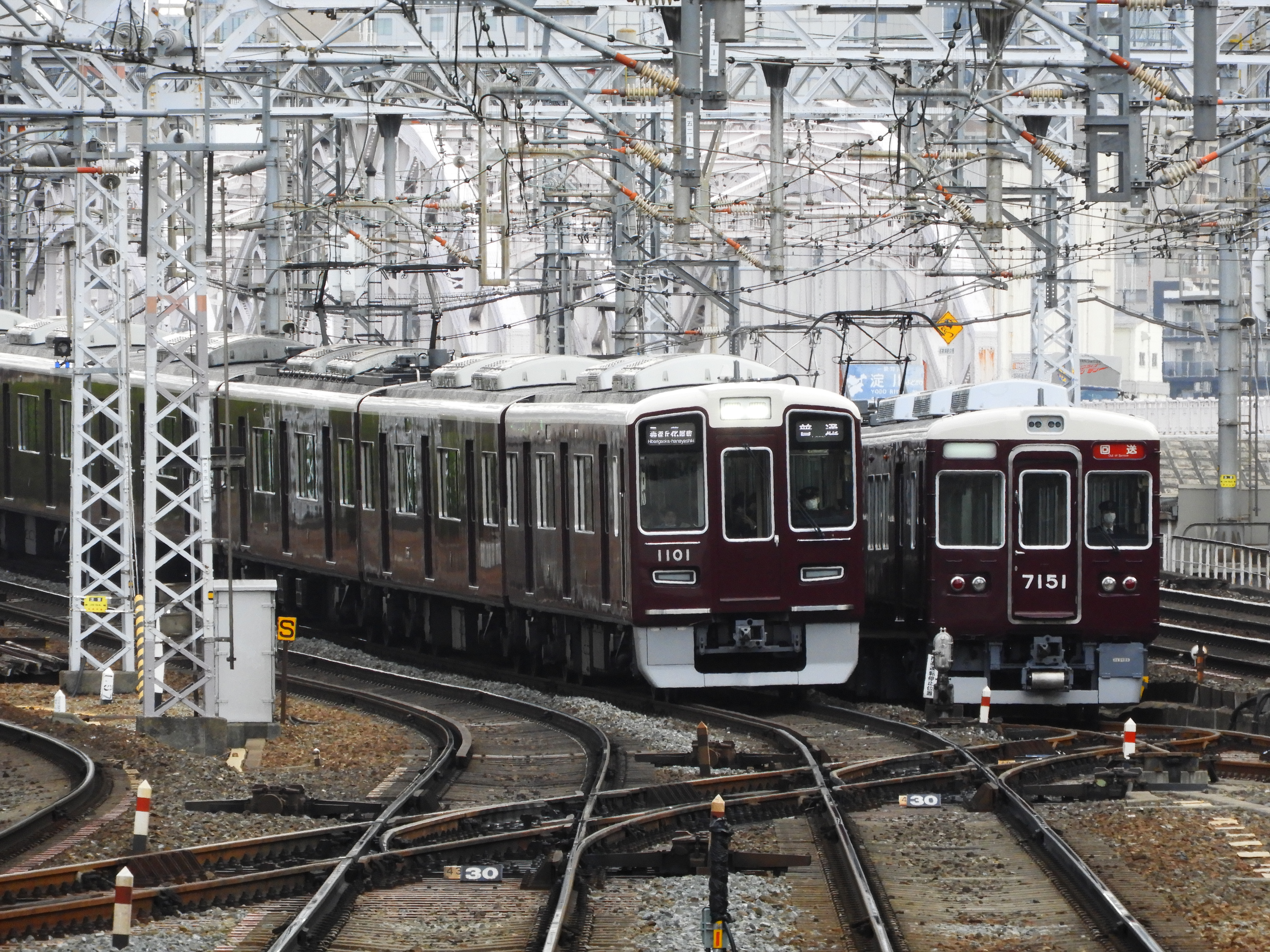
引き込み線で折り返す回送列車（右）と宝塚本線列車（左）

神戸本線と宝塚本線の間には引き込み線（9号線）がある。現在は、神宝線の車両が正雀工場での検査・工事のための入出場で（あるいは新製車の配属や廃車回送で）、これを利用して転線を行っている。
9号線の歴史は古く、日本万国博覧会（大阪万博）の開催期間中に神戸本線から京都本線・千里線に乗り入れる「EXPO準急」が利用したほか、ミステリー列車の折り返し、回送列車の留置などで使用された。「EXPO準急」の運転終了後は嵐山線直通臨時列車が設定される2008年（平成20年）11月17日までの実に約38年間にわたり、神戸本線と京都本線を直通する営業列車は運転されていなかった。
9号線の先にある道路と淀川通を拡幅するため、一時9号線への渡り線が撤去され、神戸本線の車両は中津駅南側に神戸本線・宝塚本線間に暫定的に設けられた渡り線で宝塚線に渡り、梅田駅の6号線で折り返した上で、当駅南側の宝塚・京都本線間の渡り線で京都本線へと入線していた。また、宝塚本線の車両も一旦梅田駅で折り返した上で、京都本線へ入線していた。工事期間中は阪急電鉄側の都合で梅田駅で折り返していたため、十三 - 梅田の往復運賃は不要だった。
道路工事完了後の2009年（平成21年）4月に9号線への渡り線が再度敷設され、同年9月に9号線の使用が再開された。それに伴い新設された宝塚本線・京都本線間の渡り線は撤去され、神宝線の車両の京都本線への入線は、当駅9号線を使用する以前の形態に戻された。なお、前述の中津駅南側に敷設された渡り線も撤去された。

### のりば
| 号線 | 路線      | 方向 | 行先                   |
| ---- | --------- | ---- | ---------------------- |
| 1    | ■神戸本線 | 下り | 神戸三宮方面           |
| 2    | ■神戸本線 | 上り | 大阪梅田方面           |
| 3    | ■宝塚本線 | 下り | 宝塚方面               |
| 4    | ■宝塚本線 | 上り | 大阪梅田方面           |
| 5    | ■京都本線 | 上り | 京都河原町・北千里方面 |
| 6    | ■京都本線 | 下り | 大阪梅田方面           |

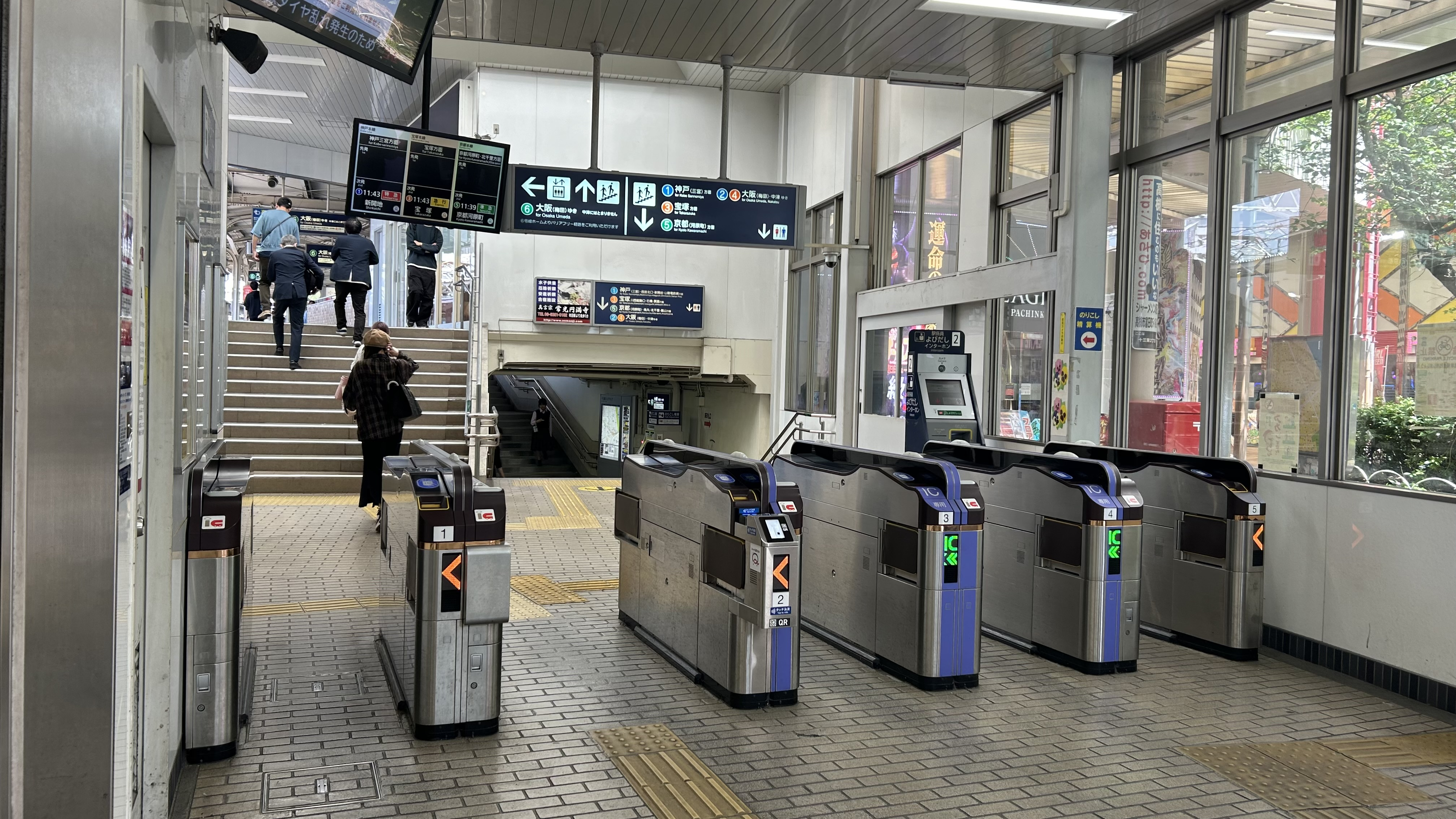
東改札口
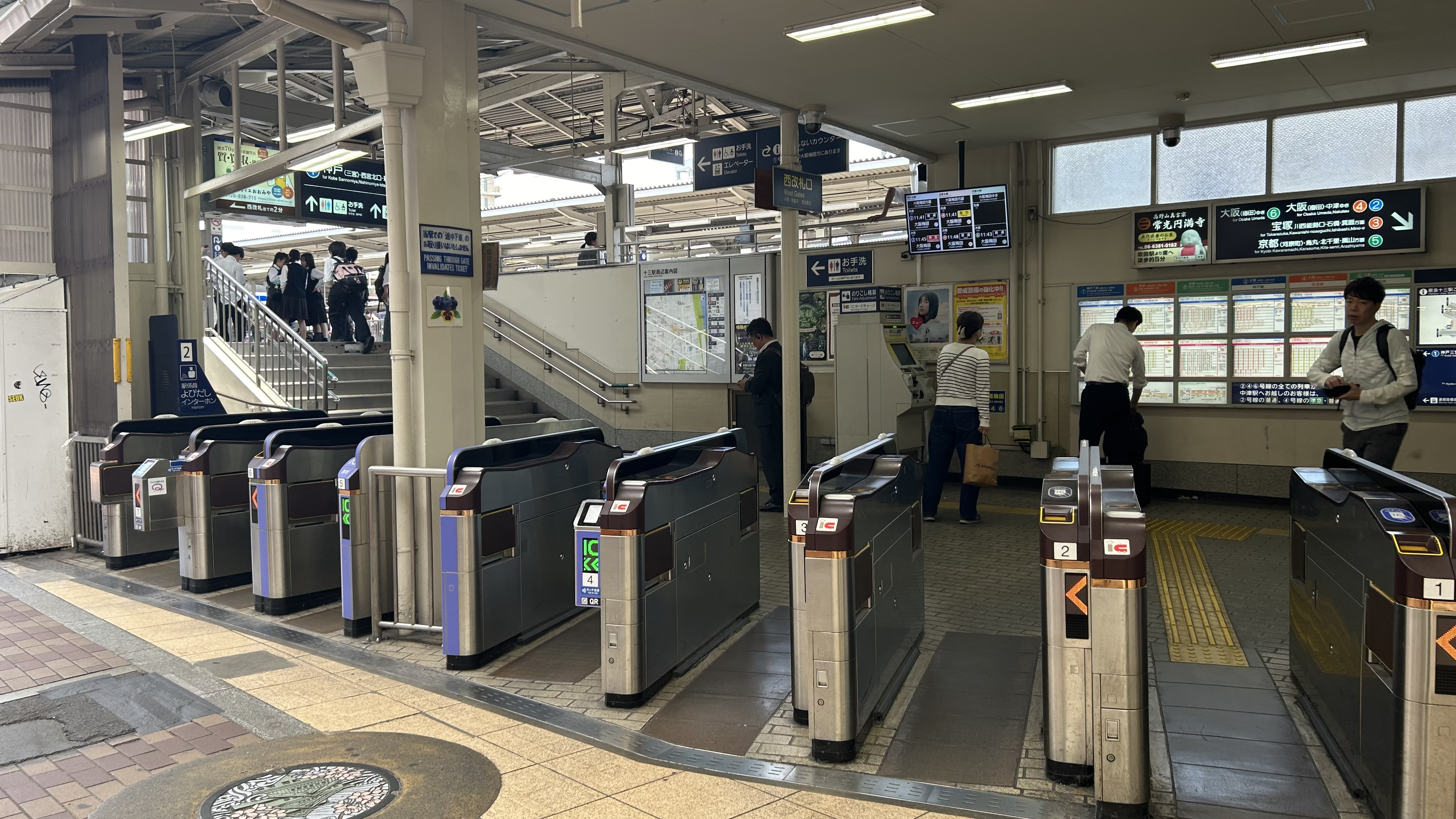
西改札口
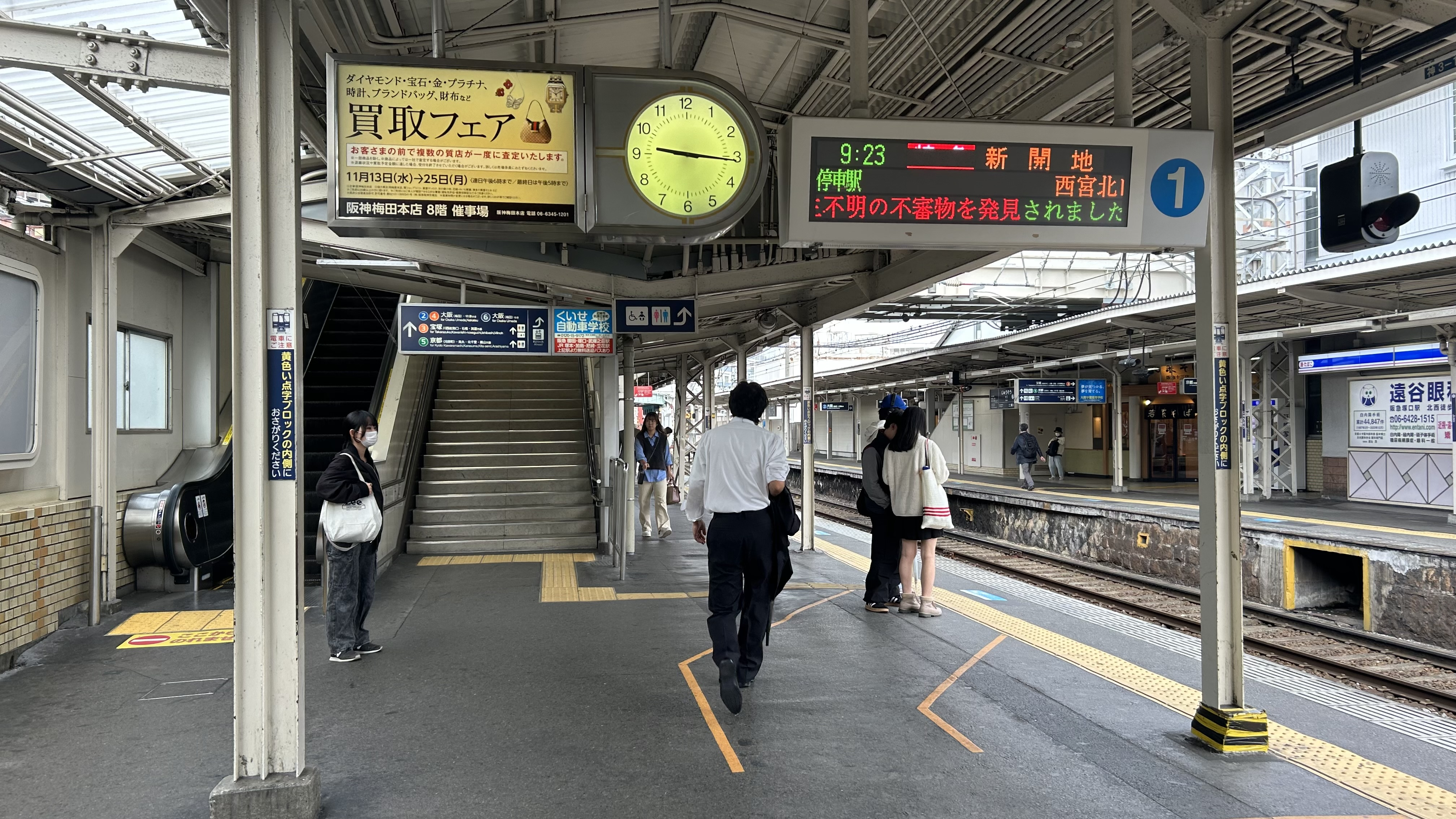
1号線ホーム
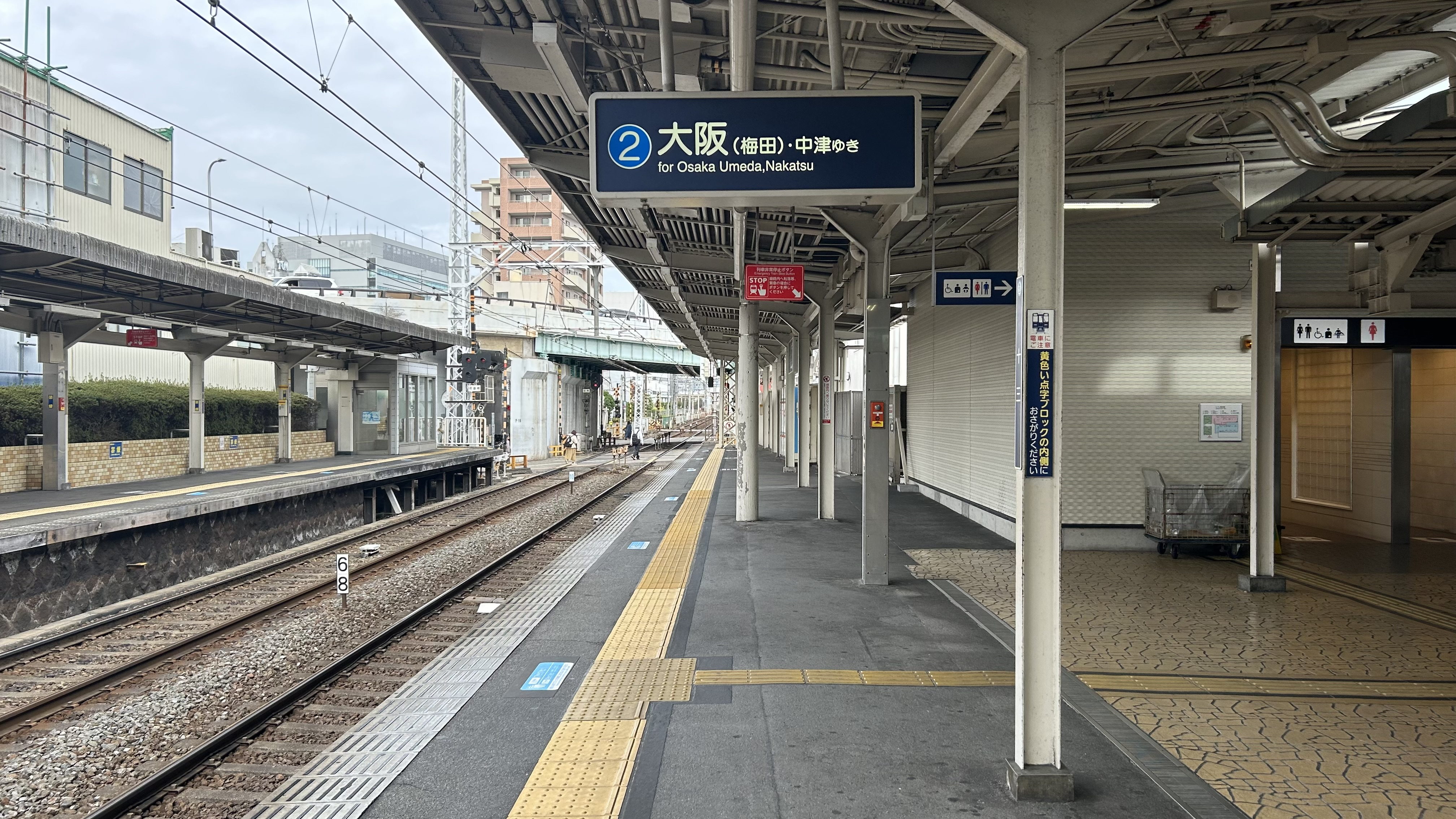
2号線ホーム
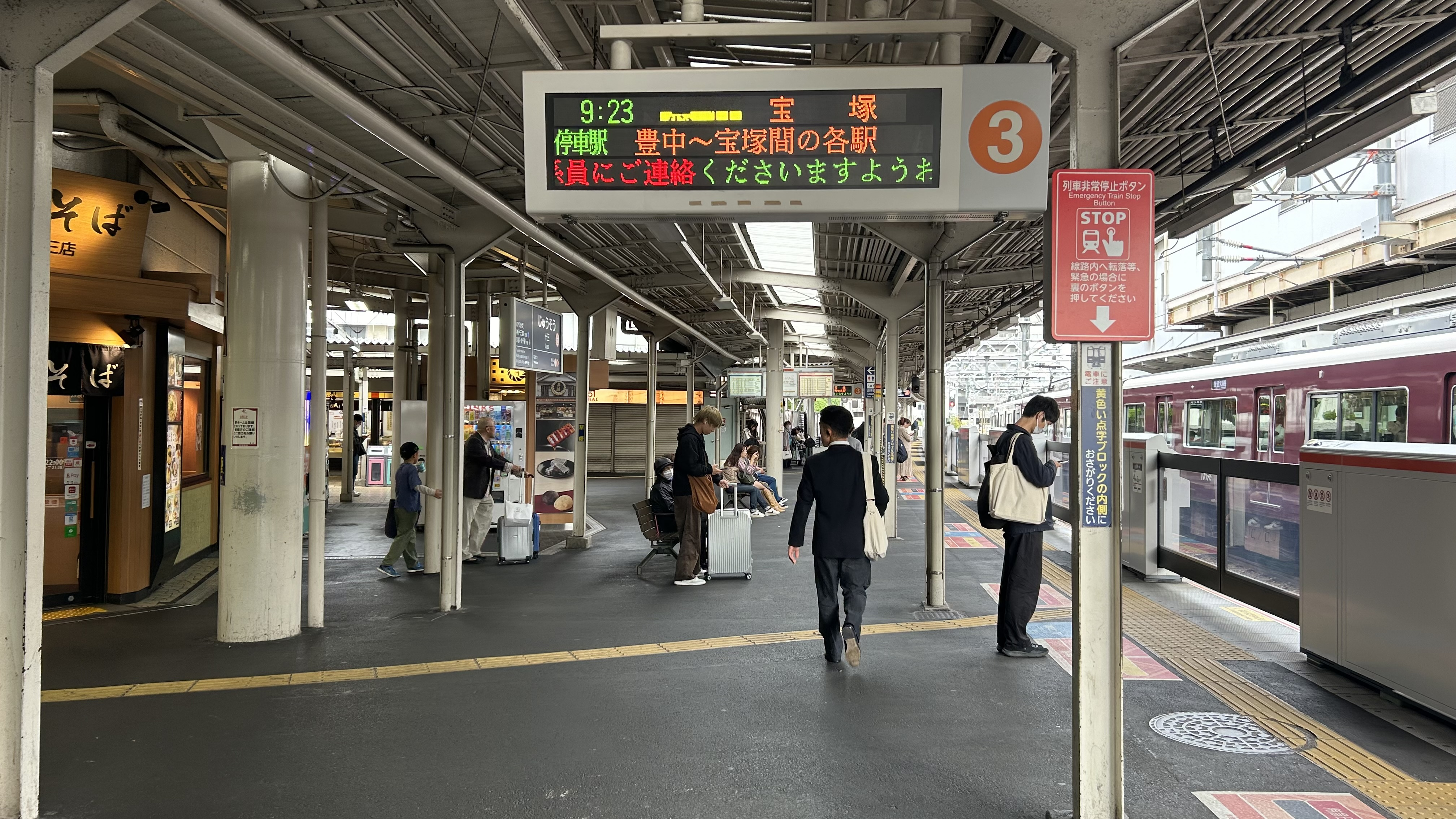
3号線ホーム
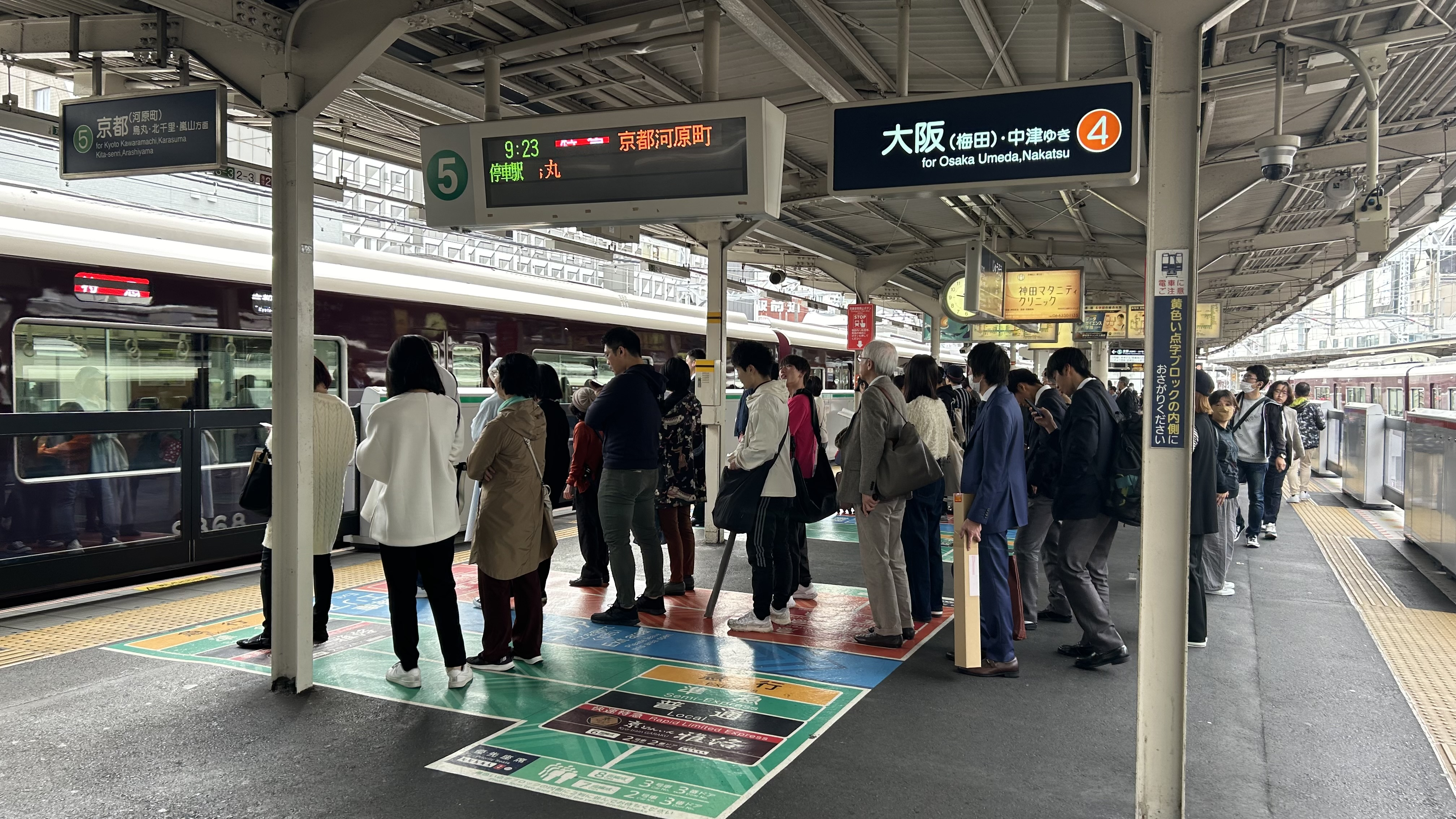
4・5号線ホーム
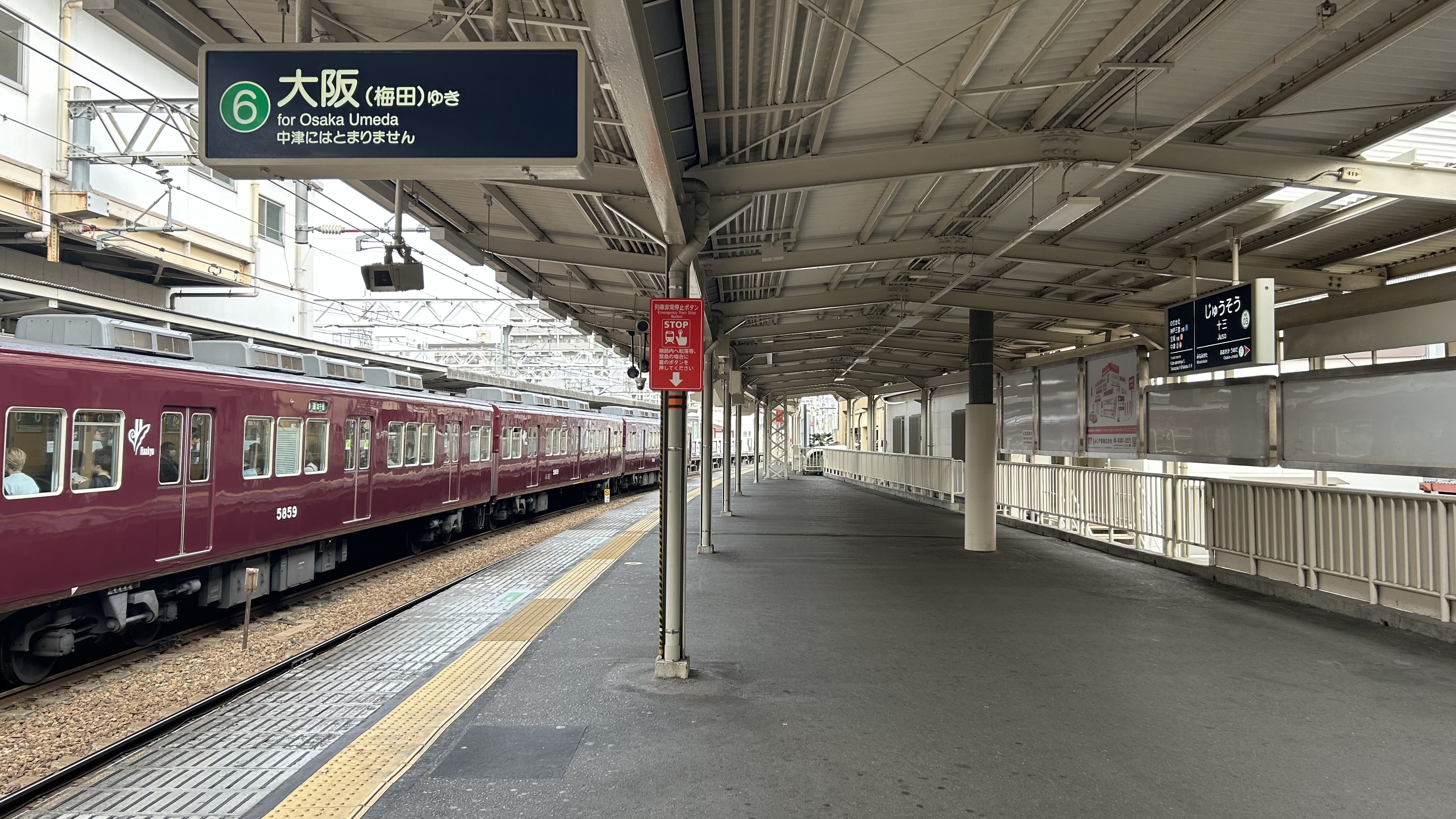
6号線ホーム
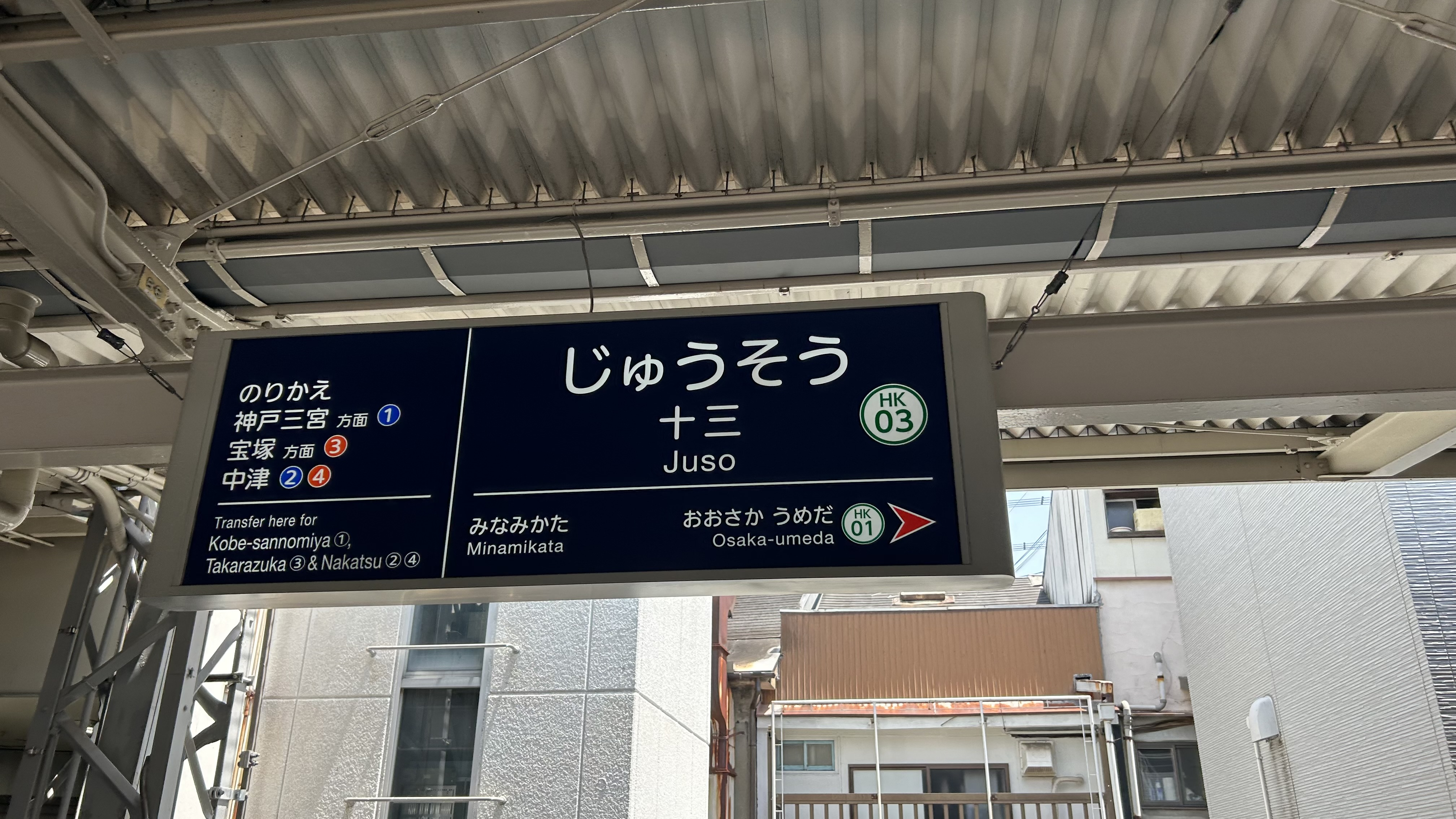
京都線駅名標

### トイレ
トイレは1号線ホーム北寄り・2号線 3号線ホーム中ほど・4号線 5号線ホーム北端にそれぞれある。

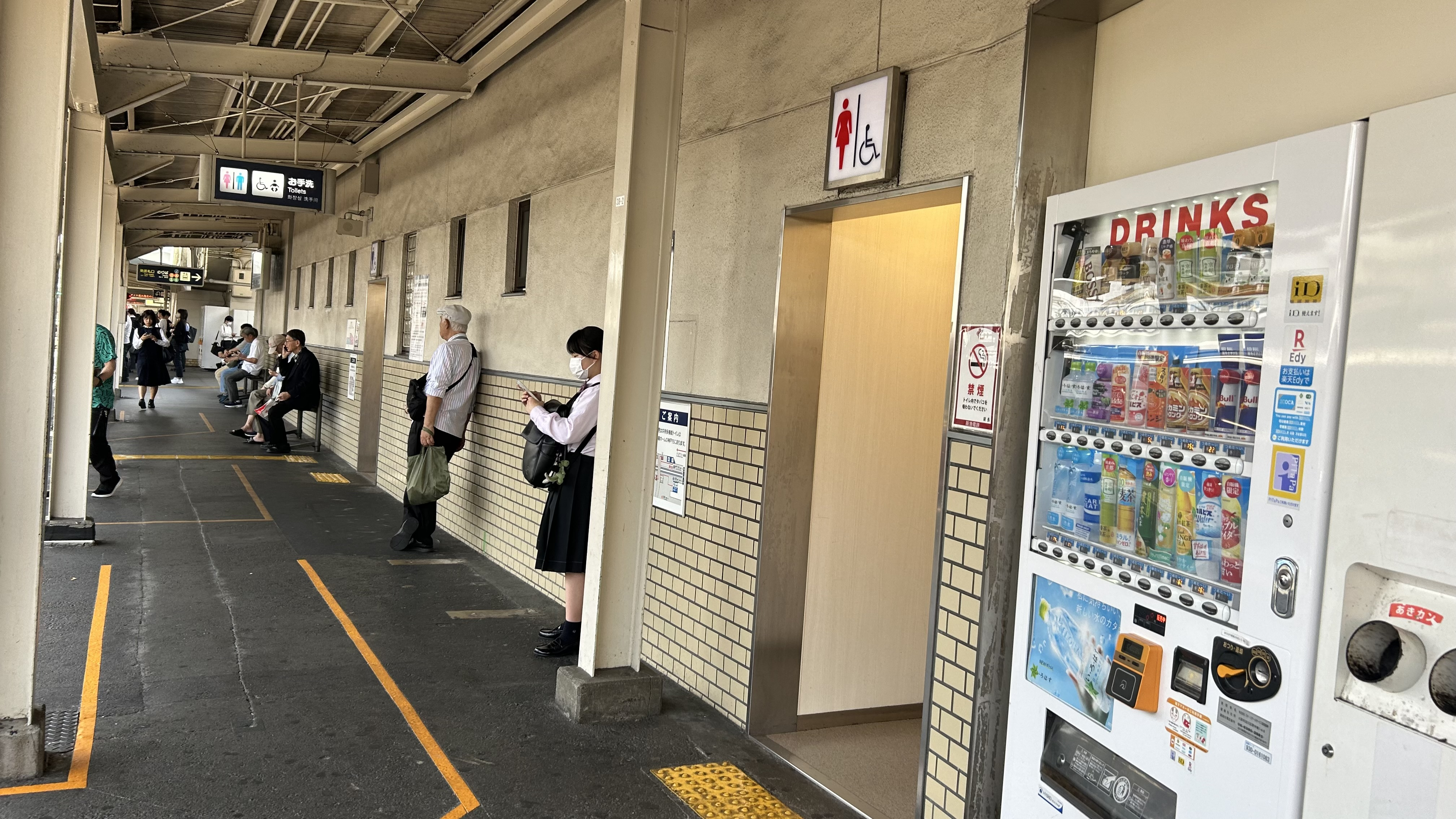
1号線ホームトイレ
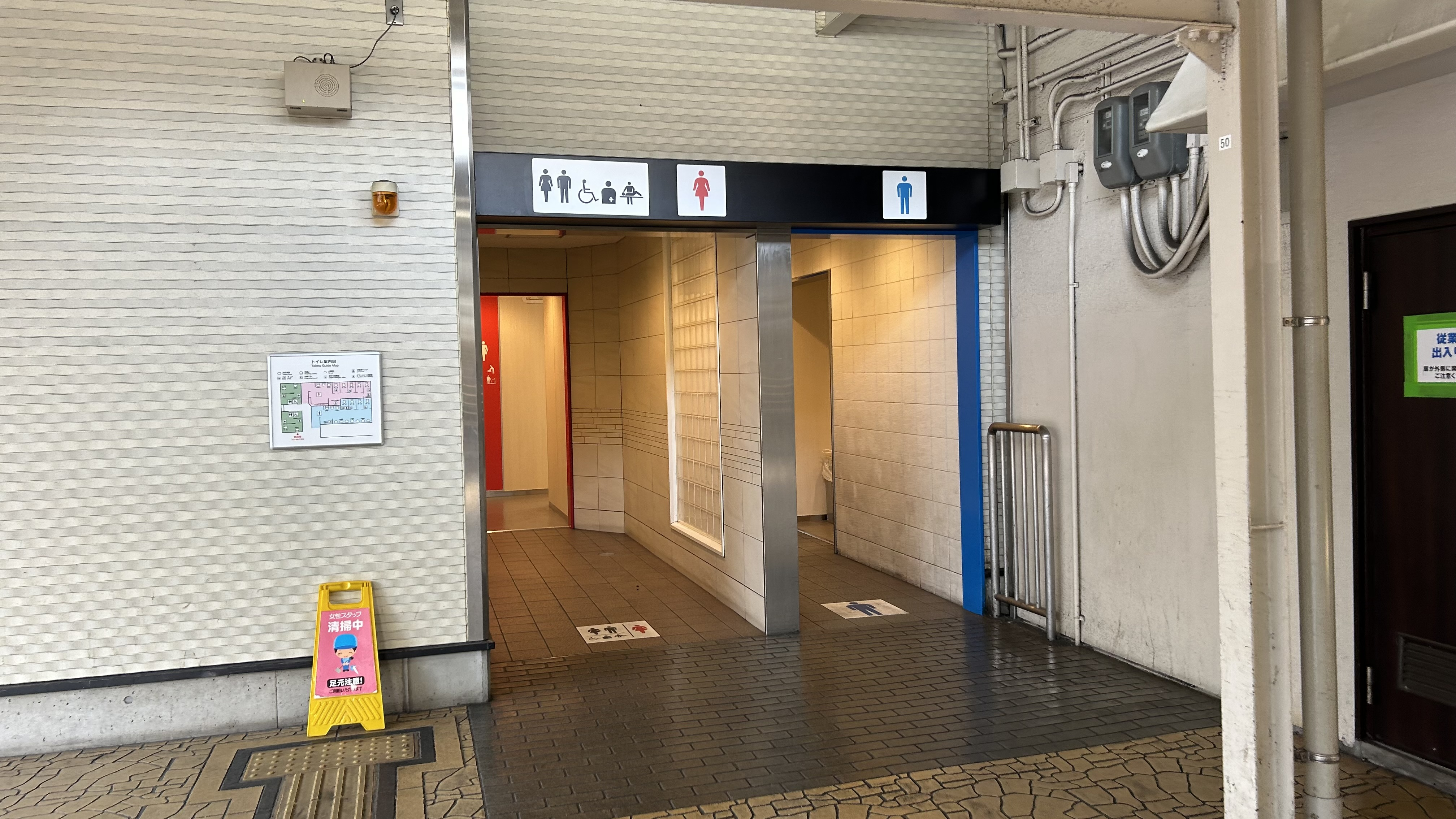
2・3号線ホームトイレ
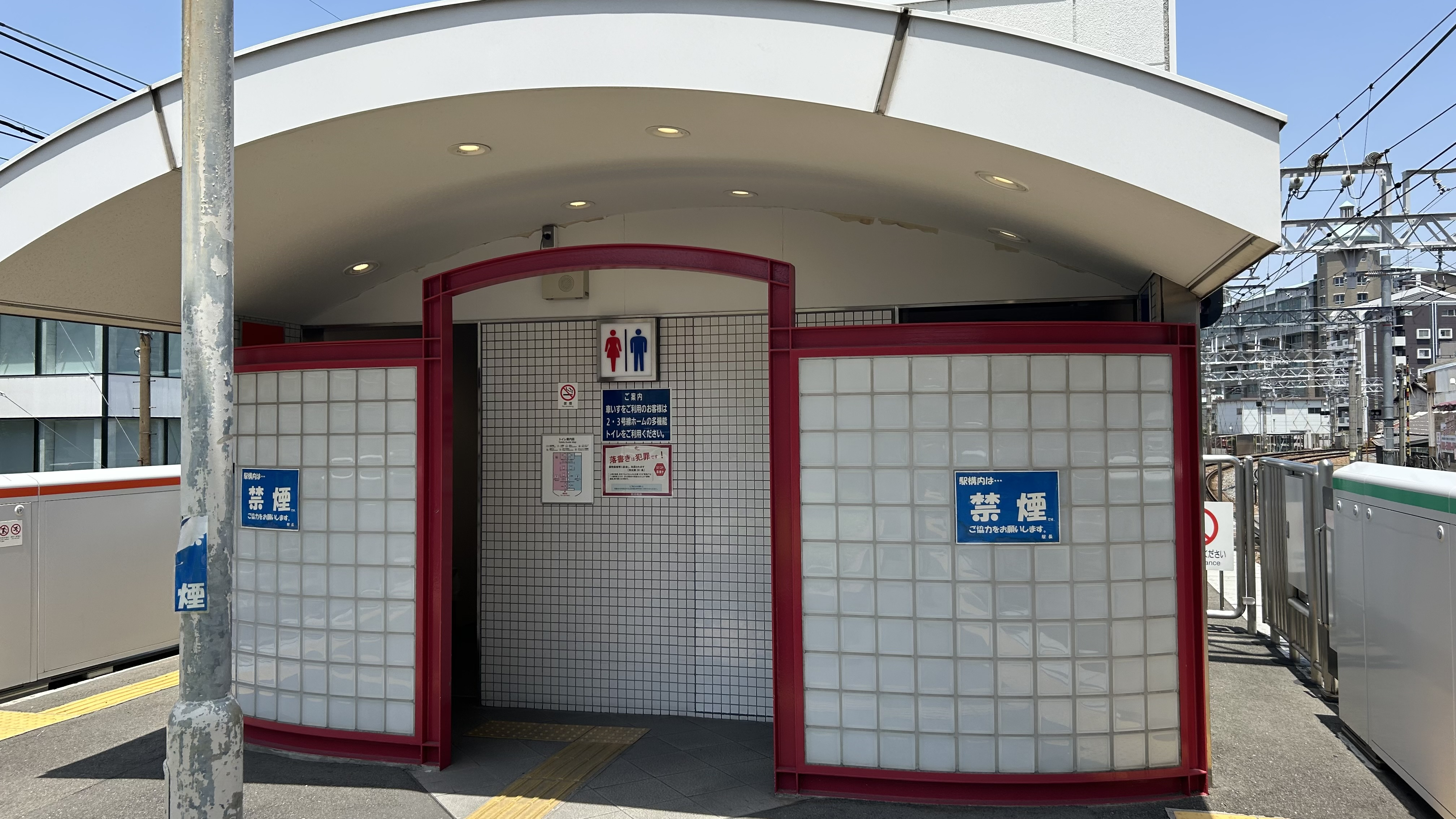
4・5号線ホームトイレ

## 利用状況
2024年（令和6年）次の通年平均乗降人員は67,185人である。阪急電鉄全駅（86駅）中では大阪梅田駅・神戸三宮駅・西宮北口駅・烏丸駅・京都河原町駅に次いで第6位。
年次別平均乗降人員が平日のみの数値で公表されていた時期は常に河原町駅を上回り5位を維持していたが、通年平均の値となって以降は新型コロナウイルスの影響を受けていた2020年・2021年を除き同駅の数値を下回っている。

### 年次別利用状況
各年次の乗降人員の推移は下表の通り。
| 年度               | 乗降人員 | 増減率 | 順位 | 出典       | 備考     |
| ------------------ | -------- | ------ | ---- | ---------- | -------- |
| 2016年（平成28年） | 67,039   |        | 6位  | [ 阪急 1 ] | [ 注 4 ] |
| 2017年（平成29年） | 68,183   | 1.7%   | 6位  | [ 阪急 2 ] |          |
| 2018年（平成30年） | 68,361   | 0.3%   | 6位  | [ 阪急 3 ] |          |
| 2019年（令和元年） | 68,706   | 0.5%   | 6位  | [ 阪急 4 ] |          |
| 2020年（令和02年） | 53,483   | -22.2% | 5位  | [ 阪急 5 ] |          |
| 2021年（令和03年） | 52,424   | -2.0%  | 5位  | [ 阪急 6 ] |          |
| 2022年（令和04年） | 57,979   | 10.6%  | 6位  | [ 阪急 7 ] |          |
| 2023年（令和05年） | 64,132   | 10.6%  | 6位  | [ 阪急 8 ] |          |
| 2024年（令和06年） | 67,185   | 4.8%   | 6位  | [ 統計 1 ] |          |

#### 平日限定データ
2007年から2015年までのデータは平日限定となっていた。全ての年度で乗車人員・降車人員ともに判明している。
| 年次               | 乗車人員 | 降車人員 | 乗降人員 | 増減率 | 順位 | 出典        |
| ------------------ | -------- | -------- | -------- | ------ | ---- | ----------- |
| 2007年（平成19年） | 37,720   | 37,854   | 75,574   |        | 5位  | [ 阪急 9 ]  |
| 2008年（平成20年） | 37,958   | 38,095   | 76,053   | 0.6%   | 5位  | [ 阪急 10 ] |
| 2009年（平成21年） | 37,786   | 37,949   | 75,735   | -0.4%  | 5位  | [ 阪急 11 ] |
| 2010年（平成22年） | 37,996   | 38,109   | 76,105   | 0.5%   | 5位  | [ 阪急 12 ] |
| 2011年（平成23年） | 37,310   | 37,444   | 74,754   | -1.8%  | 5位  | [ 阪急 13 ] |
| 2012年（平成24年） | 36,567   | 36,694   | 73,261   | -2.0%  | 5位  | [ 阪急 14 ] |
| 2013年（平成25年） | 37,077   | 37,127   | 74,204   | 1.3%   | 5位  | [ 阪急 15 ] |
| 2014年（平成26年） | 36,895   | 37,003   | 73,898   | -0.4%  | 5位  | [ 阪急 16 ] |
| 2015年（平成27年） | 37,278   | 37,333   | 74,611   | 1.0%   | 5位  | [ 阪急 17 ] |

### 年度別利用状況
「大阪府統計年鑑」では、当駅の乗車人員・降車人員は路線ごとに分かれて記載されており、また乗換人員も判明している。
大阪梅田駅と異なり、乗換人員を中心に京都本線の比重が大きい。乗降人員は近年はいずれも大差ないものの京都本線＞宝塚本線＞神戸本線、乗換人員は京都本線＞神戸本線＞宝塚本線となっている。ただし乗車人員については1970年代前半までは宝塚線が最も多くなっていた。
各年度の利用状況はそれぞれ下表の通り。
| 年度               | 特定日   | 特定日   | 特定日   | 1日平均 乗車人員 | 出典          | 出典         |
| 年度               | 乗車人員 | 降車人員 | 乗降人員 | 1日平均 乗車人員 | 大阪府        | 大阪市       |
| ------------------ | -------- | -------- | -------- | ---------------- | ------------- | ------------ |
| 1966年（昭和41年） | 56,702   | -        | -        | -                | [ 大阪府 1 ]  | -            |
| 1967年（昭和42年） | 58,595   | -        | -        | -                | [ 大阪府 2 ]  | -            |
| 1968年（昭和43年） | 57,919   | -        | -        | -                | [ 大阪府 3 ]  | -            |
| 1969年（昭和44年） | 57,740   | -        | -        | -                | [ 大阪府 4 ]  | -            |
| 1970年（昭和45年） | 61,081   | -        | -        | -                | [ 大阪府 5 ]  | -            |
| 1971年（昭和46年） | 54,725   | -        | -        | -                | [ 大阪府 6 ]  | -            |
| 1972年（昭和47年） | 52,678   | -        | -        | -                | [ 大阪府 7 ]  | -            |
| 1973年（昭和48年） | 50,790   | -        | -        | -                | [ 大阪府 8 ]  | -            |
| 1974年（昭和49年） | 52,818   | -        | -        | -                | [ 大阪府 9 ]  | -            |
| 1975年（昭和50年） | 52,648   | -        | -        | -                | [ 大阪府 10 ] | -            |
| 1976年（昭和51年） | 50,974   | -        | -        | -                | [ 大阪府 11 ] | -            |
| 1977年（昭和52年） | 54,424   | -        | -        | -                | [ 大阪府 12 ] | -            |
| 1978年（昭和53年） | 50,520   | -        | -        | -                | [ 大阪府 13 ] | -            |
| 1979年（昭和54年） | 51,277   | -        | -        | -                | [ 大阪府 14 ] | -            |
| 1980年（昭和55年） | 52,553   | -        | -        | -                | [ 大阪府 15 ] | -            |
| 1981年（昭和56年） | 52,794   | -        | -        | -                | [ 大阪府 16 ] | -            |
| 1982年（昭和57年） | 51,882   | 51,270   | 103,152  | -                | [ 大阪府 17 ] | -            |
| 1983年（昭和58年） | 50,827   | 50,863   | 101,690  | -                | [ 大阪府 18 ] | -            |
| 1984年（昭和59年） | 49,227   | 50,188   | 99,415   | -                | [ 大阪府 19 ] | -            |
| 1985年（昭和60年） | 50,483   | 49,869   | 100,352  | -                | [ 大阪府 20 ] | -            |
| 1986年（昭和61年） | 49,047   | 49,711   | 98,758   | -                | [ 大阪府 21 ] | -            |
| 1987年（昭和62年） | 50,534   | 51,002   | 101,536  | -                | [ 大阪府 22 ] | -            |
| 1988年（昭和63年） | 50,653   | 51,604   | 102,257  | -                | [ 大阪府 23 ] | -            |
| 1989年（平成元年） | -        | -        | -        | -                | [ 大阪府 24 ] | -            |
| 1990年（平成02年） | 49,835   | 51,187   | 101,022  | -                | [ 大阪府 25 ] | -            |
| 1991年（平成03年） | -        | -        | -        | -                | [ 大阪府 26 ] | -            |
| 1992年（平成04年） | 49,780   | 48,156   | 97,936   | -                | [ 大阪府 27 ] | -            |
| 1993年（平成05年） | -        | -        | -        | -                | [ 大阪府 28 ] | -            |
| 1994年（平成06年） | -        | -        | -        | -                | [ 大阪府 29 ] | -            |
| 1995年（平成07年） | 46,659   | 46,659   | 93,318   | -                | [ 大阪府 30 ] | -            |
| 1996年（平成08年） | 47,405   | 47,901   | 95,306   | -                | [ 大阪府 31 ] | -            |
| 1997年（平成09年） | 47,817   | 48,188   | 96,005   | -                | [ 大阪府 32 ] | -            |
| 1998年（平成10年） | 42,207   | 45,997   | 88,204   | -                | [ 大阪府 33 ] | -            |
| 1999年（平成11年） | -        | -        | -        | -                | [ 大阪府 34 ] | -            |
| 2000年（平成12年） | 43,382   | 42,326   | 85,708   | -                | [ 大阪府 35 ] | -            |
| 2001年（平成13年） | 42,944   | 42,691   | 85,635   | 47,114           | [ 大阪府 36 ] | [ 大阪市 1 ] |
| 2002年（平成14年） | 41,141   | 40,896   | 82,037   | 45,811           | [ 大阪府 37 ] | [ 大阪市 1 ] |
| 2003年（平成15年） | 39,675   | 40,326   | 80,001   | 45,280           | [ 大阪府 38 ] | [ 大阪市 1 ] |
| 2004年（平成16年） | 38,525   | 38,960   | 77,485   | 44,414           | [ 大阪府 39 ] | [ 大阪市 1 ] |
| 2005年（平成17年） | 38,013   | 38,247   | 76,260   | 42,630           | [ 大阪府 40 ] | [ 大阪市 1 ] |
| 2006年（平成18年） | 36,862   | 36,726   | 73,588   | 40,930           | [ 大阪府 41 ] | [ 大阪市 1 ] |
| 2007年（平成19年） | 37,793   | 37,612   | 75,405   | 40,240           | [ 大阪府 42 ] | [ 大阪市 1 ] |
| 2008年（平成20年） | 37,332   | 37,411   | 74,743   | 40,646           | [ 大阪府 43 ] | [ 大阪市 1 ] |
| 2009年（平成21年） | 37,261   | 37,520   | 74,781   | 39,918           | [ 大阪府 44 ] | [ 大阪市 1 ] |
| 2010年（平成22年） | 37,075   | 37,353   | 74,428   | 40,382           | [ 大阪府 45 ] | [ 大阪市 1 ] |
| 2011年（平成23年） | 35,874   | 36,105   | 71,979   | 40,835           | [ 大阪府 46 ] | [ 大阪市 1 ] |
| 2012年（平成24年） | 35,796   | 36,013   | 71,809   | 39,529           | [ 大阪府 47 ] | [ 大阪市 1 ] |
| 2013年（平成25年） | 35,179   | 35,393   | 70,572   | 40,247           | [ 大阪府 48 ] | [ 大阪市 1 ] |
| 2014年（平成26年） | 36,309   | 36,607   | 72,916   | 39,713           | [ 大阪府 49 ] | [ 大阪市 1 ] |
| 2015年（平成27年） | 36,623   | 36,748   | 73,371   | 40,937           | [ 大阪府 50 ] | [ 大阪市 1 ] |
| 2016年（平成28年） | 36,039   | 36,453   | 72,492   | 40,967           | [ 大阪府 51 ] | [ 大阪市 1 ] |
| 2017年（平成29年） | 37,269   | 37,434   | 74,703   | 36,387           | [ 大阪府 52 ] | [ 大阪市 1 ] |
| 2018年（平成30年） | 36,764   | 37,066   | 73,830   | 41,883           | [ 大阪府 53 ] | [ 大阪市 1 ] |
| 2019年（令和元年） | 36,739   | 36,835   | 73,574   | 41,209           | [ 大阪府 54 ] | [ 大阪市 2 ] |
| 2020年（令和02年） | 32,113   | 32,227   | 64,340   | 30,533           | [ 大阪府 55 ] | [ 大阪市 3 ] |
| 2021年（令和03年） | 31,553   | 31,719   | 63,272   | 33,372           | [ 大阪府 56 ] | [ 大阪市 4 ] |
| 2022年（令和04年） | 33,113   | 33,430   | 66,543   | 36,096           | [ 大阪府 57 ] | [ 大阪市 5 ] |
| 2023年（令和05年） | 35,554   | 35,978   | 71,532   | 37,812           | [ 大阪府 58 ] | [ 大阪市 6 ] |

#### 10月中の平均乗降人員
「大阪府統計年鑑」では1964年度および1965年度については10月中の平均乗車人員が記載されている。
| 年度               | 乗車人員 | 出典          |
| ------------------ | -------- | ------------- |
| 1964年（昭和39年） | 63,789   | [ 大阪府 59 ] |
| 1965年（昭和40年） | 67,738   | [ 大阪府 60 ] |

#### 路線別・特定日の利用状況
以下、神戸本線関係。
| 年度               | 乗車人員 | 降車人員 | 乗降人員 | 神←宝・京 | 神→宝・京 | 出典          |
| ------------------ | -------- | -------- | -------- | --------- | --------- | ------------- |
| 1966年（昭和41年） | 16,661   | -        | -        | 25,739    | -         | [ 大阪府 1 ]  |
| 1967年（昭和42年） | 17,208   | -        | -        | 27,300    | -         | [ 大阪府 2 ]  |
| 1968年（昭和43年） | 16,896   | -        | -        | 30,739    | -         | [ 大阪府 3 ]  |
| 1969年（昭和44年） | 17,443   | -        | -        | 31,796    | -         | [ 大阪府 4 ]  |
| 1970年（昭和45年） | 21,019   | -        | -        | 32,278    | -         | [ 大阪府 5 ]  |
| 1971年（昭和46年） | 16,305   | -        | -        | 32,332    | -         | [ 大阪府 6 ]  |
| 1972年（昭和47年） | 15,439   | -        | -        | 34,236    | -         | [ 大阪府 7 ]  |
| 1973年（昭和48年） | 14,885   | -        | -        | 33,845    | -         | [ 大阪府 8 ]  |
| 1974年（昭和49年） | 15,398   | -        | -        | 34,598    | -         | [ 大阪府 9 ]  |
| 1975年（昭和50年） | 15,366   | -        | -        | 34,858    | -         | [ 大阪府 10 ] |
| 1976年（昭和51年） | 14,897   | -        | -        | 37,997    | -         | [ 大阪府 11 ] |
| 1977年（昭和52年） | 15,115   | -        | -        | 39,181    | -         | [ 大阪府 12 ] |
| 1978年（昭和53年） | 14,326   | -        | -        | 39,247    | -         | [ 大阪府 13 ] |
| 1979年（昭和54年） | 14,576   | -        | -        | 41,746    | -         | [ 大阪府 14 ] |
| 1980年（昭和55年） | 15,140   | -        | -        | 31,423    | -         | [ 大阪府 15 ] |
| 1981年（昭和56年） | 15,272   | -        | -        | 45,832    | -         | [ 大阪府 16 ] |
| 1982年（昭和57年） | 14,702   | 13,578   | 28,280   | 45,423    | 46,321    | [ 大阪府 17 ] |
| 1983年（昭和58年） | 14,325   | 13,472   | 27,797   | 44,910    | 46,683    | [ 大阪府 18 ] |
| 1984年（昭和59年） | 14,357   | 13,609   | 27,966   | 45,125    | 46,465    | [ 大阪府 19 ] |
| 1985年（昭和60年） | 14,516   | 13,362   | 27,878   | 47,571    | 47,567    | [ 大阪府 20 ] |
| 1986年（昭和61年） | 14,052   | 13,407   | 27,459   | 45,814    | 47,247    | [ 大阪府 21 ] |
| 1987年（昭和62年） | 14,760   | 13,623   | 28,383   | 48,159    | 47,504    | [ 大阪府 22 ] |
| 1988年（昭和63年） | 15,060   | 14,328   | 29,388   | 45,954    | 47,155    | [ 大阪府 23 ] |
| 1989年（平成元年） | -        | -        | -        | -         | -         | [ 大阪府 24 ] |
| 1990年（平成02年） | 14,871   | 14,089   | 28,960   | 47,087    | 46,242    | [ 大阪府 25 ] |
| 1991年（平成03年） | -        | -        | -        | -         | -         | [ 大阪府 26 ] |
| 1992年（平成04年） | 15,046   | 13,653   | 28,699   | 42,928    | 44,761    | [ 大阪府 27 ] |
| 1993年（平成05年） | -        | -        | -        | -         | -         | [ 大阪府 28 ] |
| 1994年（平成06年） | -        | -        | -        | -         | -         | [ 大阪府 29 ] |
| 1995年（平成07年） | 14,512   | 10,421   | 24,933   | 34,274    | 34,467    | [ 大阪府 30 ] |
| 1996年（平成08年） | 14,416   | 14,000   | 28,416   | 43,754    | 43,767    | [ 大阪府 31 ] |
| 1997年（平成09年） | 14,556   | 13,924   | 28,480   | 45,224    | 46,157    | [ 大阪府 32 ] |
| 1998年（平成10年） | 13,760   | 13,264   | 27,024   | 42,219    | 43,572    | [ 大阪府 33 ] |
| 1999年（平成11年） | -        | -        | -        | -         | -         | [ 大阪府 34 ] |
| 2000年（平成12年） | 13,337   | 12,020   | 25,357   | 45,950    | 43,474    | [ 大阪府 35 ] |
| 2001年（平成13年） | 13,272   | 12,197   | 25,469   | 43,985    | 43,444    | [ 大阪府 36 ] |
| 2002年（平成14年） | 12,925   | 11,603   | 24,528   | 44,601    | 43,612    | [ 大阪府 37 ] |
| 2003年（平成15年） | 12,162   | 11,374   | 23,536   | 39,106    | 40,006    | [ 大阪府 38 ] |
| 2004年（平成16年） | 11,803   | 11,216   | 23,019   | 40,923    | 41,653    | [ 大阪府 39 ] |
| 2005年（平成17年） | 11,761   | 11,070   | 22,831   | 41,156    | 42,048    | [ 大阪府 40 ] |
| 2006年（平成18年） | 11,167   | 10,491   | 21,658   | 40,303    | 41,148    | [ 大阪府 41 ] |
| 2007年（平成19年） | 11,436   | 10,717   | 22,153   | 42,302    | 43,091    | [ 大阪府 42 ] |
| 2008年（平成20年） | 11,238   | 10,595   | 21,833   | 41,925    | 42,964    | [ 大阪府 43 ] |
| 2009年（平成21年） | 11,370   | 10,842   | 22,212   | 41,346    | 42,266    | [ 大阪府 44 ] |
| 2010年（平成22年） | 11,504   | 10,851   | 22,355   | 43,290    | 43,757    | [ 大阪府 45 ] |
| 2011年（平成23年） | 11,029   | 10,333   | 21,362   | 44,435    | 45,132    | [ 大阪府 46 ] |
| 2012年（平成24年） | 11,114   | 10,373   | 21,487   | 44,233    | 45,360    | [ 大阪府 47 ] |
| 2013年（平成25年） | 11,117   | 10,515   | 21,632   | 41,690    | 43,144    | [ 大阪府 48 ] |
| 2014年（平成26年） | 11,217   | 10,625   | 21,842   | 43,808    | 44,442    | [ 大阪府 49 ] |
| 2015年（平成27年） | 11,160   | 10,723   | 21,883   | 45,367    | 46,690    | [ 大阪府 50 ] |
| 2016年（平成28年） | 11,059   | 10,485   | 21,544   | 45,511    | 46,762    | [ 大阪府 51 ] |
| 2017年（平成29年） | 11,519   | 10,891   | 22,410   | 44,498    | 46,106    | [ 大阪府 52 ] |
| 2018年（平成30年） | 11,593   | 11,008   | 22,601   | 44,646    | 45,976    | [ 大阪府 53 ] |
| 2019年（令和元年） | 11,427   | 10,811   | 22,238   | 44,367    | 45,786    | [ 大阪府 54 ] |
| 2020年（令和02年） | 10,007   | 9,384    | 19,391   | 36,243    | 37,427    | [ 大阪府 55 ] |
| 2021年（令和03年） | 9,666    | 9,137    | 18,803   | 39,066    | 40,795    | [ 大阪府 56 ] |
| 2022年（令和04年） | 10,219   | 9,719    | 19,938   | 39,953    | 41,321    | [ 大阪府 57 ] |
| 2023年（令和05年） | 11,199   | 10,723   | 21,922   | 39,897    | 41,644    | [ 大阪府 58 ] |

以下、宝塚本線関係。
| 年度               | 乗車人員 | 降車人員 | 乗降人員 | 宝←神・京 | 宝→神・京 | 出典          |
| ------------------ | -------- | -------- | -------- | --------- | --------- | ------------- |
| 1966年（昭和41年） | 22,930   | -        | -        | 25,967    | -         | [ 大阪府 1 ]  |
| 1967年（昭和42年） | 22,731   | -        | -        | 27,975    | -         | [ 大阪府 2 ]  |
| 1968年（昭和43年） | 22,623   | -        | -        | 29,624    | -         | [ 大阪府 3 ]  |
| 1969年（昭和44年） | 21,527   | -        | -        | 28,392    | -         | [ 大阪府 4 ]  |
| 1970年（昭和45年） | 21,147   | -        | -        | 30,489    | -         | [ 大阪府 5 ]  |
| 1971年（昭和46年） | 20,240   | -        | -        | 30,356    | -         | [ 大阪府 6 ]  |
| 1972年（昭和47年） | 18,141   | -        | -        | 31,619    | -         | [ 大阪府 7 ]  |
| 1973年（昭和48年） | 17,863   | -        | -        | 30,921    | -         | [ 大阪府 8 ]  |
| 1974年（昭和49年） | 18,529   | -        | -        | 31,941    | -         | [ 大阪府 9 ]  |
| 1975年（昭和50年） | 18,389   | -        | -        | 31,781    | -         | [ 大阪府 10 ] |
| 1976年（昭和51年） | 17,847   | -        | -        | 33,607    | -         | [ 大阪府 11 ] |
| 1977年（昭和52年） | 18,597   | -        | -        | 35,180    | -         | [ 大阪府 12 ] |
| 1978年（昭和53年） | 17,665   | -        | -        | 34,224    | -         | [ 大阪府 13 ] |
| 1979年（昭和54年） | 17,995   | -        | -        | 35,195    | -         | [ 大阪府 14 ] |
| 1980年（昭和55年） | 18,016   | -        | -        | 22,573    | -         | [ 大阪府 15 ] |
| 1981年（昭和56年） | 17,983   | -        | -        | 37,083    | -         | [ 大阪府 16 ] |
| 1982年（昭和57年） | 17,712   | 17,632   | 35,344   | 36,309    | 37,724    | [ 大阪府 17 ] |
| 1983年（昭和58年） | 17,359   | 17,505   | 34,864   | 36,436    | 37,889    | [ 大阪府 18 ] |
| 1984年（昭和59年） | 16,599   | 17,184   | 33,783   | 36,605    | 38,513    | [ 大阪府 19 ] |
| 1985年（昭和60年） | 16,947   | 16,767   | 33,714   | 38,122    | 38,788    | [ 大阪府 20 ] |
| 1986年（昭和61年） | 16,481   | 16,675   | 33,156   | 36,386    | 38,561    | [ 大阪府 21 ] |
| 1987年（昭和62年） | 16,870   | 17,187   | 34,057   | 37,777    | 38,618    | [ 大阪府 22 ] |
| 1988年（昭和63年） | 17,098   | 17,452   | 34,550   | 36,685    | 38,503    | [ 大阪府 23 ] |
| 1989年（平成元年） | -        | -        | -        | -         | -         | [ 大阪府 24 ] |
| 1990年（平成02年） | 16,901   | 17,367   | 34,268   | 38,798    | 38,478    | [ 大阪府 25 ] |
| 1991年（平成03年） | -        | -        | -        | -         | -         | [ 大阪府 26 ] |
| 1992年（平成04年） | 16,569   | 16,399   | 32,968   | 35,762    | 37,314    | [ 大阪府 27 ] |
| 1993年（平成05年） | -        | -        | -        | -         | -         | [ 大阪府 28 ] |
| 1994年（平成06年） | -        | -        | -        | -         | -         | [ 大阪府 29 ] |
| 1995年（平成07年） | 15,582   | 17,256   | 32,838   | 30,198    | 28,541    | [ 大阪府 30 ] |
| 1996年（平成08年） | 15,909   | 16,178   | 32,087   | 36,000    | 35,887    | [ 大阪府 31 ] |
| 1997年（平成09年） | 15,967   | 16,078   | 32,045   | 36,685    | 36,915    | [ 大阪府 32 ] |
| 1998年（平成10年） | 15,362   | 15,112   | 30,474   | 34,844    | 34,231    | [ 大阪府 33 ] |
| 1999年（平成11年） | -        | -        | -        | -         | -         | [ 大阪府 34 ] |
| 2000年（平成12年） | 14,660   | 14,322   | 28,982   | 35,229    | 35,005    | [ 大阪府 35 ] |
| 2001年（平成13年） | 14,305   | 14,246   | 28,551   | 33,632    | 33,703    | [ 大阪府 36 ] |
| 2002年（平成14年） | 13,474   | 13,647   | 27,121   | 33,788    | 33,846    | [ 大阪府 37 ] |
| 2003年（平成15年） | 13,283   | 13,275   | 26,558   | 32,383    | 32,031    | [ 大阪府 38 ] |
| 2004年（平成16年） | 12,950   | 12,980   | 25,930   | 33,134    | 32,985    | [ 大阪府 39 ] |
| 2005年（平成17年） | 12,798   | 12,748   | 25,546   | 32,968    | 32,922    | [ 大阪府 40 ] |
| 2006年（平成18年） | 12,616   | 12,461   | 25,077   | 32,363    | 32,640    | [ 大阪府 41 ] |
| 2007年（平成19年） | 12,840   | 12,573   | 25,413   | 34,136    | 33,783    | [ 大阪府 42 ] |
| 2008年（平成20年） | 12,598   | 12,512   | 25,110   | 33,763    | 34,077    | [ 大阪府 43 ] |
| 2009年（平成21年） | 12,484   | 12,256   | 24,740   | 33,068    | 33,427    | [ 大阪府 44 ] |
| 2010年（平成22年） | 12,149   | 11,984   | 24,133   | 34,168    | 34,426    | [ 大阪府 45 ] |
| 2011年（平成23年） | 11,789   | 11,638   | 23,427   | 35,002    | 35,554    | [ 大阪府 46 ] |
| 2012年（平成24年） | 11,818   | 11,681   | 23,499   | 34,542    | 34,990    | [ 大阪府 47 ] |
| 2013年（平成25年） | 11,354   | 11,254   | 22,608   | 33,561    | 34,066    | [ 大阪府 48 ] |
| 2014年（平成26年） | 11,872   | 11,745   | 23,617   | 34,576    | 35,166    | [ 大阪府 49 ] |
| 2015年（平成27年） | 12,164   | 11,763   | 23,927   | 36,149    | 36,596    | [ 大阪府 50 ] |
| 2016年（平成28年） | 11,910   | 11,706   | 23,616   | 36,377    | 36,922    | [ 大阪府 51 ] |
| 2017年（平成29年） | 12,285   | 12,075   | 24,360   | 36,442    | 36,986    | [ 大阪府 52 ] |
| 2018年（平成30年） | 12,137   | 11,856   | 23,993   | 35,541    | 36,423    | [ 大阪府 53 ] |
| 2019年（令和元年） | 11,963   | 11,728   | 23,691   | 35,931    | 37,169    | [ 大阪府 54 ] |
| 2020年（令和02年） | 10,459   | 10,335   | 20,794   | 30,924    | 31,713    | [ 大阪府 55 ] |
| 2021年（令和03年） | 10,470   | 10,355   | 20,825   | 32,617    | 33,102    | [ 大阪府 56 ] |
| 2022年（令和04年） | 10,698   | 10,689   | 21,387   | 33,680    | 34,651    | [ 大阪府 57 ] |
| 2023年（令和05年） | 11,405   | 11,312   | 22,717   | 33,032    | 33,962    | [ 大阪府 58 ] |

以下、京都本線関係。
| 年度               | 乗車人員 | 降車人員 | 乗降人員 | 京←神・宝 | 京→神・宝 | 出典          |
| ------------------ | -------- | -------- | -------- | --------- | --------- | ------------- |
| 1966年（昭和41年） | 17,111   | -        | -        | 29,778    | -         | [ 大阪府 1 ]  |
| 1967年（昭和42年） | 18,656   | -        | -        | 32,322    | -         | [ 大阪府 2 ]  |
| 1968年（昭和43年） | 18,400   | -        | -        | 36,370    | -         | [ 大阪府 3 ]  |
| 1969年（昭和44年） | 18,770   | -        | -        | 37,615    | -         | [ 大阪府 4 ]  |
| 1970年（昭和45年） | 18,915   | -        | -        | 38,120    | -         | [ 大阪府 5 ]  |
| 1971年（昭和46年） | 18,180   | -        | -        | 37,971    | -         | [ 大阪府 6 ]  |
| 1972年（昭和47年） | 19,098   | -        | -        | 39,862    | -         | [ 大阪府 7 ]  |
| 1973年（昭和48年） | 18,042   | -        | -        | 40,174    | -         | [ 大阪府 8 ]  |
| 1974年（昭和49年） | 18,891   | -        | -        | 41,689    | -         | [ 大阪府 9 ]  |
| 1975年（昭和50年） | 18,893   | -        | -        | 42,482    | -         | [ 大阪府 10 ] |
| 1976年（昭和51年） | 18,230   | -        | -        | 46,339    | -         | [ 大阪府 11 ] |
| 1977年（昭和52年） | 20,712   | -        | -        | 49,159    | -         | [ 大阪府 12 ] |
| 1978年（昭和53年） | 18,529   | -        | -        | 49,474    | -         | [ 大阪府 13 ] |
| 1979年（昭和54年） | 18,706   | -        | -        | 51,762    | -         | [ 大阪府 14 ] |
| 1980年（昭和55年） | 19,397   | -        | -        | 55,996    | -         | [ 大阪府 15 ] |
| 1981年（昭和56年） | 19,539   | -        | -        | 54,718    | -         | [ 大阪府 16 ] |
| 1982年（昭和57年） | 19,468   | 20,060   | 39,528   | 57,299    | 54,986    | [ 大阪府 17 ] |
| 1983年（昭和58年） | 19,143   | 19,886   | 39,029   | 57,505    | 54,279    | [ 大阪府 18 ] |
| 1984年（昭和59年） | 18,271   | 19,395   | 37,666   | 58,101    | 54,853    | [ 大阪府 19 ] |
| 1985年（昭和60年） | 19,020   | 19,740   | 38,760   | 57,596    | 56,934    | [ 大阪府 20 ] |
| 1986年（昭和61年） | 18,514   | 19,629   | 38,143   | 59,236    | 55,628    | [ 大阪府 21 ] |
| 1987年（昭和62年） | 18,904   | 20,192   | 39,096   | 59,702    | 59,516    | [ 大阪府 22 ] |
| 1988年（昭和63年） | 18,495   | 19,824   | 38,319   | 58,773    | 55,754    | [ 大阪府 23 ] |
| 1989年（平成元年） | -        | -        | -        | -         | -         | [ 大阪府 24 ] |
| 1990年（平成02年） | 18,063   | 19,731   | 37,794   | 56,741    | 57,906    | [ 大阪府 25 ] |
| 1991年（平成03年） | -        | -        | -        | -         | -         | [ 大阪府 26 ] |
| 1992年（平成04年） | 18,165   | 18,104   | 36,269   | 56,097    | 52,712    | [ 大阪府 27 ] |
| 1993年（平成05年） | -        | -        | -        | -         | -         | [ 大阪府 28 ] |
| 1994年（平成06年） | -        | -        | -        | -         | -         | [ 大阪府 29 ] |
| 1995年（平成07年） | 16,565   | 18,982   | 35,547   | 40,925    | 42,389    | [ 大阪府 30 ] |
| 1996年（平成08年） | 17,080   | 17,723   | 34,803   | 53,583    | 53,683    | [ 大阪府 31 ] |
| 1997年（平成09年） | 17,294   | 18,186   | 35,480   | 55,638    | 55,261    | [ 大阪府 32 ] |
| 1998年（平成10年） | 13,085   | 17,280   | 30,365   | 52,413    | 51,673    | [ 大阪府 33 ] |
| 1999年（平成11年） | -        | -        | -        | -         | -         | [ 大阪府 34 ] |
| 2000年（平成12年） | 15,385   | 15,984   | 31,369   | 51,728    | 54,428    | [ 大阪府 35 ] |
| 2001年（平成13年） | 15,367   | 16,248   | 31,615   | 52,231    | 52,701    | [ 大阪府 36 ] |
| 2002年（平成14年） | 14,742   | 15,646   | 30,388   | 53,018    | 53,949    | [ 大阪府 37 ] |
| 2003年（平成15年） | 14,230   | 15,049   | 29,279   | 48,777    | 48,229    | [ 大阪府 38 ] |
| 2004年（平成16年） | 13,772   | 14,766   | 28,538   | 50,255    | 49,674    | [ 大阪府 39 ] |
| 2005年（平成17年） | 13,454   | 14,429   | 27,883   | 50,881    | 50,035    | [ 大阪府 40 ] |
| 2006年（平成18年） | 13,079   | 13,819   | 26,898   | 49,861    | 48,739    | [ 大阪府 41 ] |
| 2007年（平成19年） | 13,517   | 14,332   | 27,849   | 52,338    | 51,902    | [ 大阪府 42 ] |
| 2008年（平成20年） | 13,496   | 14,304   | 27,800   | 51,984    | 50,631    | [ 大阪府 43 ] |
| 2009年（平成21年） | 13,407   | 14,422   | 27,829   | 51,434    | 50,155    | [ 大阪府 44 ] |
| 2010年（平成22年） | 13,422   | 14,518   | 27,940   | 53,477    | 52,752    | [ 大阪府 45 ] |
| 2011年（平成23年） | 13,056   | 14,134   | 27,190   | 55,396    | 54,147    | [ 大阪府 46 ] |
| 2012年（平成24年） | 12,864   | 13,959   | 26,823   | 55,393    | 53,818    | [ 大阪府 47 ] |
| 2013年（平成25年） | 12,708   | 13,624   | 26,332   | 53,594    | 51,635    | [ 大阪府 48 ] |
| 2014年（平成26年） | 13,220   | 14,237   | 27,457   | 54,885    | 53,661    | [ 大阪府 49 ] |
| 2015年（平成27年） | 13,299   | 14,262   | 27,561   | 57,664    | 55,894    | [ 大阪府 50 ] |
| 2016年（平成28年） | 13,070   | 14,262   | 27,332   | 58,279    | 56,483    | [ 大阪府 51 ] |
| 2017年（平成29年） | 13,465   | 14,468   | 27,933   | 57,519    | 55,367    | [ 大阪府 52 ] |
| 2018年（平成30年） | 13,034   | 14,202   | 27,236   | 57,080    | 54,868    | [ 大阪府 53 ] |
| 2019年（令和元年） | 13,349   | 14,296   | 27,645   | 57,303    | 54,646    | [ 大阪府 54 ] |
| 2020年（令和02年） | 11,647   | 12,508   | 24,155   | 47,339    | 45,366    | [ 大阪府 55 ] |
| 2021年（令和03年） | 11,417   | 12,227   | 23,644   | 51,344    | 49,160    | [ 大阪府 56 ] |
| 2022年（令和04年） | 12,196   | 13,022   | 25,218   | 52,819    | 50,480    | [ 大阪府 57 ] |
| 2023年（令和05年） | 12,950   | 13,943   | 26,893   | 52,096    | 49,419    | [ 大阪府 58 ] |

## 駅周辺
数多くの商店が立ち並ぶ繁華街で、その周辺には住宅地も広がる。かつては東京新宿の歌舞伎町や、北海道札幌のすすきのと並ぶ、日本有数の風俗街として知られた。
- 神津神社
- 淀川区役所
- 英真学園高等学校
- 国道176号
- ハローワーク淀川
- 淀川警察署
- 大阪市立淀川図書館
- 大阪府立北野高等学校
- 第七藝術劇場
- シアターセブン
- 淀川郵便局
- 淀川十三東郵便局
- 淀川十三本町郵便局
- 淀川木川西郵便局
- 大阪コミュニティワーカー専門学校
- 大阪ガスセキュリティサービス
- 喜八洲総本舗 本店
- ドン・キホーテ十三店
- 東横INN大阪阪急十三駅西口1
- ホテルプラザオーサカ

## バス路線
駅西側の国道176号・十三筋および新北野交差点周辺に「十三」停留所があり、大阪シティバスが乗り入れる。他に同停留所の北側に「十三北」、駅東側の淀川通に「十三駅東口」停留所がある。
2023年までは阪急バスも乗り入れていた。
| のりば | 系統 | 行先                | 担当       | 備考                                |
| ------ | ---- | ------------------- | ---------- | ----------------------------------- |
| 1      | 39   | 野田阪神前          | 中津       |                                     |
| 1      | 69   | 大阪駅前            | 中津       | 十三北も停車                        |
| 1      | 97   | 大阪駅前            | 中津・酉島 | 十三北も停車                        |
| 2      | 39   | 新大阪駅北口        | 中津       |                                     |
| 2      | 69   | 榎木橋              | 中津       | 十三市民病院経由                    |
| 2      | 97   | 加島駅前            | 中津・酉島 |                                     |
| 3      | 42   | 中島二丁目/中島公園 | 中津       | 土休日の一部は「42A」中島公園止まり |
| 3      | 43   | 酉島車庫前          | 酉島       |                                     |
| 3      | 92   | 福町                | 中津       |                                     |
| 4      | 41   | 榎木橋              | 中津       | 十三駅東口も停車                    |
| 4      | 93   | 井高野車庫前        | 井高野     | 十三駅東口も停車                    |
| 5      | 41   | 大阪駅前            | 中津       | 大淀南一丁目経由                    |
| 5      | 42   | 大阪駅前            | 中津       |                                     |
| 5      | 43   | 大阪駅前            | 酉島       |                                     |
| 5      | 92   | 大阪駅前            | 中津       |                                     |
| 5      | 93   | 大阪駅前            | 井高野     |                                     |

## その他

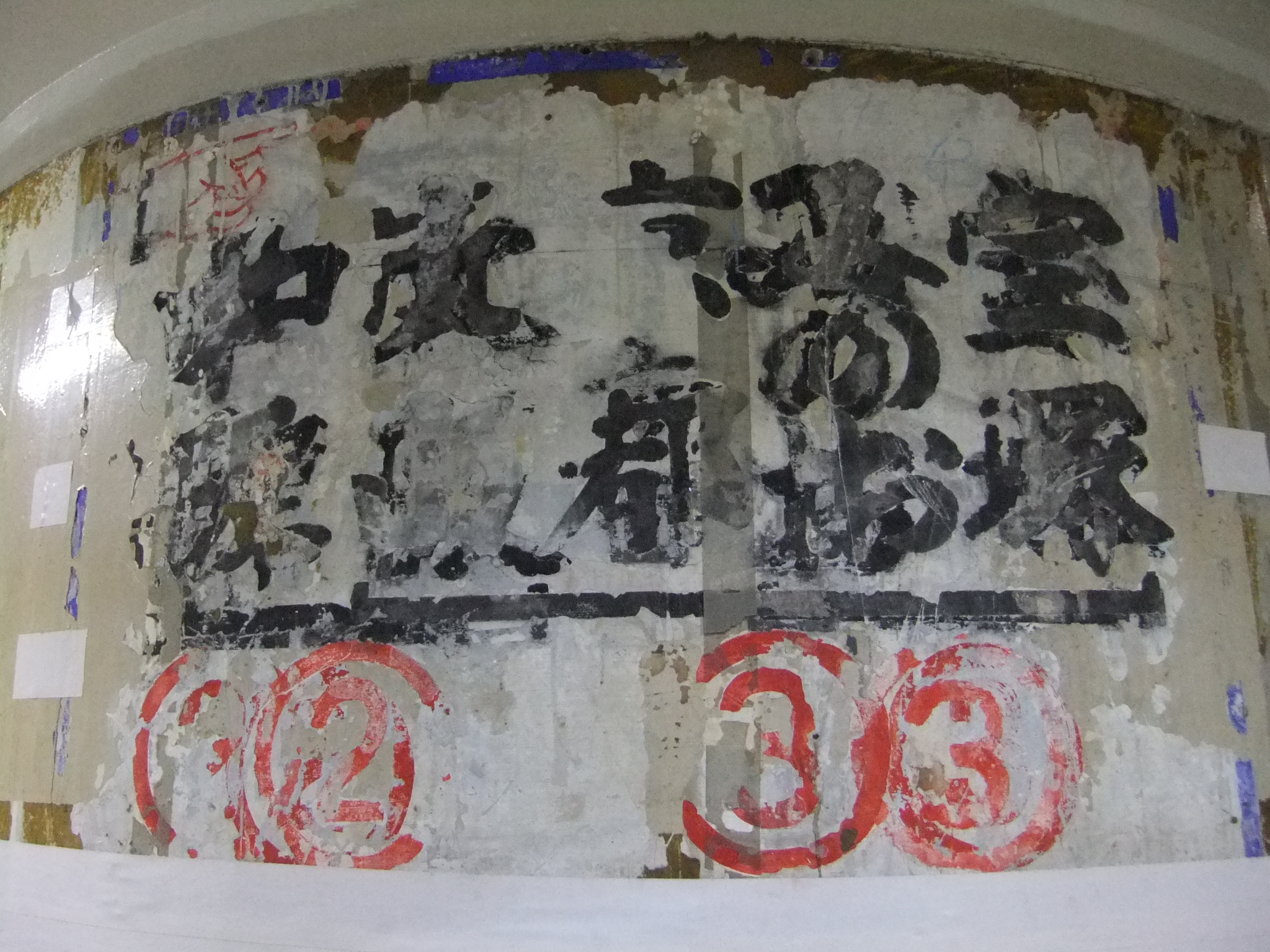
1955 - 1959年頃の駅の乗車案内。現2号線側

- 2000年（平成12年）にサントリーから発売された『しみじみ緑茶』（現在は生産終了）のCMのロケ撮影が当駅で行われた。
- 2017年（平成29年）の改装工事で地下階段の壁の塗装を剥がした際に古い行き先表示が見つかった。地下階段が完成した1955年（昭和30年）から、三複線化が完了し宝塚線と京都線の線路共用が解消した1959年までの間に書かれたとされているが、保存されずに壁を新しく塗り替えている[25][4]。
- 2000年代初頭、ホーム内に「ココは13（じゅうそう） テレビは10（じゅう）」というキャッチコピーのよみうりテレビの広告が設置された。広告には「よみうりテレビ」などのロゴはなく、代わりに当時使用していたドメインである「www.10tv.jp」のみが書かれた異色のものであった。

## 隣の駅

### 阪急電鉄
■神戸本線
■特急
大阪梅田駅 (HK-01) - 十三駅 (HK-03) - 西宮北口駅 (HK-08)
■快速
大阪梅田駅 (HK-01) - 十三駅 (HK-03) - 武庫之荘駅 (HK-07)
■通勤特急・■準特急・■急行・■準急（大阪梅田行きのみ）
大阪梅田駅 (HK-01) - 十三駅 (HK-03) - 塚口駅 (HK-06)
■普通
中津駅 (HK-02) - 十三駅 (HK-03) - 神崎川駅 (HK-04)
■宝塚本線
■特急「日生エクスプレス」
大阪梅田駅 (HK-01) - 十三駅 (HK-03) - 石橋阪大前駅 (HK-48)
■通勤特急（大阪梅田行きのみ）・■急行
大阪梅田駅 (HK-01) - 十三駅 (HK-03) - 豊中駅 (HK-46)
■通勤急行（宝塚行きのみ）
大阪梅田駅 (HK-01) → 十三駅 (HK-03) → 曽根駅 (HK-44)
■準急（大阪梅田行きのみ）
中津駅 (HK-02) ← 十三駅 (HK-03) ← 曽根駅 (HK-44)
■普通
中津駅 (HK-02) - 十三駅 (HK-03) - 三国駅 (HK-41)
■京都本線
■通勤特急
大阪梅田駅 (HK-01) - 十三駅 (HK-03) - 茨木市駅 (HK-69)
■快速特急・■特急・■準特急
大阪梅田駅 (HK-01) - 十三駅 (HK-03) - 淡路駅 (HK-63)
■急行・■準急・■普通
大阪梅田駅 (HK-01) - 十三駅 (HK-03) - 南方駅 (HK-61)
- 2022年12月11日まで運転していた快速特急Aは当駅を通過していた。
- 1926年まで、中津駅と当駅の間に新淀川駅が存在した。

## 今後

### 西梅田・十三連絡線
2004年（平成16年）10月、近畿地方交通審議会答申第8号で、大阪市営地下鉄四つ橋線の当駅までの延伸（西梅田駅 - 北梅田駅 - 十三駅間2.9km）が「京阪神圏において、中長期的に望まれる鉄道ネットワークを構成する新たな路線」として盛り込まれている。
2007年（平成19年）8月より国土交通省を中心として西梅田・十三連絡線（仮称）のワーキンググループが発足、2008年4月に「『速達性向上施策における事業スキームの検討に関する調査』結果〜西梅田・十三連絡線（仮称）の事業実現化方策に係る深度化調査〜」が発表された。整備主体は公的セクター（都市鉄道等利便増進法に基づき鉄道建設・運輸施設整備支援機構が建設）、運行主体は大阪市交通局と阪急電鉄が有力である。なお、計画では淀川をシールドトンネルで横断することから、当駅は地下に設置され、建設費の関係から阪急各線とは当駅で乗り換えとなる。
これに伴い、1961年に鉄道事業免許を取得しながらも長らく未着手であった阪急新大阪連絡線のうち、免許が失効していない十三駅 - 新大阪駅間（2.3km）間を西梅田・十三連絡線と一体で整備することが検討されている。

### なにわ筋連絡線
2017年3月に報道各社によりなにわ筋線建設について関係機関の合意がなされたとの報道があったが、その中で阪急電鉄が当駅 - 北梅田駅間に狭軌の新線を建設してなにわ筋線に乗り入れるとの構想が明らかになった。
一方、乗り入れではなく北梅田駅で乗り換えとする案があることも報じられている。
同年5月23日付で発表された文書内で、新路線の名称を明確になにわ筋連絡線と称しており、名実ともになにわ筋連絡線計画が復活した形となった。
ただ、同年5月25日付の取材記事によると、「大阪市は『（なにわ筋連絡線の）調査検討では西梅田・十三連絡線との比較検討も行うことになるだろう』といい、完全に消滅したわけではないようだ」としており、2017年5月の時点では構想としては両者が並行して存在している。
阪急阪神ホールディングスは、当駅と新大阪駅を結ぶ新大阪駅連絡線（約2.3km）の実現を、2025年度までの長期計画に盛り込んだと報道された。

### 記事本文